# Angelina Jolie
Angelina Jolie DCMG (/dʒoʊˈliː/; tên khai sinh Angelina Jolie Voight; sinh ngày 4 tháng 6 năm 1975) là một nữ diễn viên, nhà làm phim và nhà nhân đạo người Mỹ. Trong suốt sự nghiệp, cô đã nhận được một giải Oscar và ba giải Quả cầu vàng, cô cũng nhiều lần được vinh danh là nữ diễn viên kiếm tiền nhiều nhất Hollywood. Ngoài ra, cô còn được mệnh danh là người phụ nữ quyến rũ nhất hành tinh.
Jolie xuất hiện lần đầu trên màn ảnh khi còn nhỏ cùng với cha cô, Jon Voight, trong Lookin' to Get Out (1982), và sự nghiệp điện ảnh của cô chính thức bắt đầu một thập kỷ sau đó với Cyborg 2 (1993), tiếp theo là vai chính đầu tiên trong Hackers (1995). Cô đóng vai chính trong các bộ phim được giới phê bình đánh giá cao là George Wallace (1997) và Gia (1998), đồng thời giành Giải Oscar cho nữ diễn viên phụ xuất sắc nhất nhờ diễn xuất trong phim điện ảnh Girl, Interrupt năm 1999. Với vai nữ chính trong Lara Croft: Tomb Raider (2001) giúp cô trở thành một trong những đả nữ hàng đầu Hollywood. Cô tiếp tục sự nghiệp ngôi sao hành động của mình với những bộ phim thành công ở phòng vé như Mr. & Mrs. Smith (2005), Wanted (2008) và Salt (2010) và nhận được lời đánh giá cao của giới phê bình cho màn thể hiện của cô trong các bộ phim truyền hình A Mighty Heart (2007) và Changeling (2008) - bộ phim mang về cho cô một đề cử cho Giải Oscar cho nữ diễn viên chính xuất sắc nhất. Thành công thương mại lớn nhất của cô đến từ bộ phim giả tưởng Maleficent (2014). Cô cũng được biết đến với vai trò lồng tiếng trong loạt phim hoạt hình Kung Fu Panda (2008–nay). Jolie còn là đạo diễn và nhà biên kịch cho một số bộ phim truyền hình như In the Land of Blood and Honey (2011), Unbroken (2014) và bộ phim được đánh giá cao First They Killed My Father (2017).
Ngoài sự nghiệp điện ảnh, Jolie còn được biết đến với những nỗ lực nhân đạo, cô được trao tặng giải thưởng Nhân đạo Jean Hersholt và Huân chương Saint Michael và Saint George (DCMG), cùng nhiều danh hiệu khác. Cô cũng thúc đẩy các hoạt động bảo tồn, giáo dục, quyền phụ nữ và đã ủng hộ người tị nạn với tư cách là Đặc phái viên của Cao ủy Liên Hợp Quốc về người tị nạn (UNHCR). Jolie đã thực hiện nhiều nhiệm vụ thực địa trên toàn cầu tại các trại tị nạn và vùng chiến sự; các quốc gia cô đến thăm bao gồm Sierra Leone, Tanzania, Pakistan, Afghanistan, Syria và Sudan.
Là người của công chúng, Jolie được coi là một trong những người có ảnh hưởng và quyền lực nhất ngành giải trí Mỹ. Trong nhiều năm, cô được nhiều phương tiện truyền thông bình chọn là người phụ nữ đẹp nhất thế giới. Cuộc sống cá nhân của Jolie, bao gồm các mối quan hệ, hôn nhân và sức khỏe của cô, là chủ đề quan tâm của công chúng. Cô đã ly hôn với Jonny Lee Miller và Billy Bob Thornton, và đã ly thân hợp pháp với Brad Pitt; cô và Pitt có với nhau sáu người con, ba trong số đó là con nuôi.

## Thân thế và gia đình
Angelina Jolie Voight sinh ngày 4 tháng 6 năm 1975 tại Bệnh viện Cedars-Sinai ở Los Angeles, California, là con gái của diễn viên Jonathan Vincent "Jon" Voight và Marcheline Bertrand. Jolie là em gái của diễn viên James Haven cũng như là cháu gái của ca sĩ kiêm nhạc sĩ Chip Taylor và nhà địa chất kiêm nhà nghiên cứu núi lửa Barry Voight. Cha mẹ đỡ đầu của cô, Jacqueline Bisset và Maximilian Schell cũng là diễn viên. Về phía cha, Jolie có nguồn gốc từ Đức và Slovakia. Về phía mẹ, cô có gốc gác từ người Canada gốc Pháp, người Hà Lan, người Ba Lan và Đức. Jolie mang dòng máu Iroquois từ mẹ, mặc cho tổ tiên bản địa duy nhất được biết đến của cô là những người Huron thế kỷ 17.

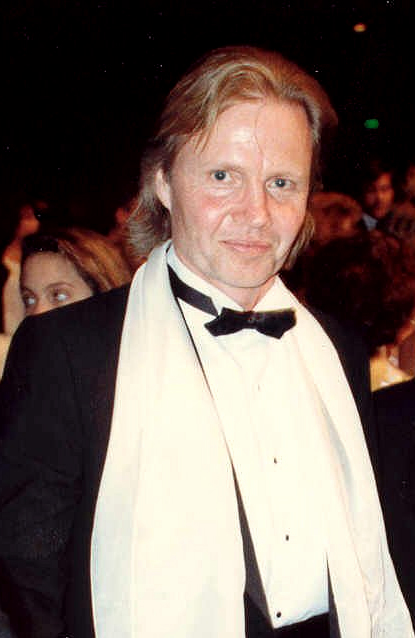
Jon Voight tại Giải Oscar vào tháng 4 năm 1988.

Khi bố mẹ li dị vào năm 1976, Jolie và anh trai sống với mẹ, người đã từ bỏ ước mơ làm diễn viên của chính mình để chuyển đến Palisades, quận Rockland, New York cùng hai con. Từ khi là một đứa trẻ, Jolie thường xuyên xem phim cùng mẹ và sau này, cô cho biết rằng chính những buổi xem phim ấy đã đánh thức niềm đam mê làm diễn viên trong cô mà không chịu ảnh hưởng nào từ cha, mặc cho cô từng tham gia một vai nhỏ trong Lookin' to Get Out (1982) của Voight. Khi Jolie sáu tuổi, mẹ và cha dượng cô, nhà làm phim Bill Day, chuyển gia đình đến sống tại Palisades, New York; và chuyển về lại Los Angeles vào 5 năm sau đó. Khi đó, Jolie quyết định rằng cô muốn trở thành diễn viên và theo học tại Học viện Điện ảnh và Sân khấu Lee Strasberg. Tại đây, cô được đào tạo trong hai năm và xuất hiện trong vài vở kịch.
Khi còn là học sinh của Trường trung học Beverly Hills, cô thường có cảm giác bị cô lập vì những đứa trẻ khác là con của những gia đình giàu có trong vùng. Mẹ của Jolie lúc này có thu nhập thấp hơn trước và Jolie thường phải mặc những quần áo đã qua sử dụng. Cô thường bị các học sinh khác trêu chọc vì có những nét khác người, vì quá gầy, vì mang kính và niềng răng. Sự tự tin của cô lại giảm xuống khi những nỗ lực đầu tiên để trở thành một người mẫu thời trang không thành công. Sau khi chuyển đến Trường trung học Moreno, cô thường mặc áo quần màu đen và bắt đầu chơi dao lúc ở cùng bạn trai. Cô bỏ lớp diễn xuất và mong muốn trở thành một giám đốc tang lễ, khi tham gia một vài lớp học ướp xác tại nhà. Năm 16 tuổi, sau khi kết thúc mối tình cùng bạn trai, Jolie tốt nghiệp trung học và thuê một căn hộ cách nhà mẹ cô vài khu phố, trước khi trở lại sự nghiệp sân khấu. Cô nhắc lại về khoảng thời gian này rằng "Tận trong tim, tôi vẫn luôn luôn là một đứa trẻ xấu với các hình xăm".
Ở tuổi thiếu niên, cô gặp khó khăn trong việc chia sẻ cảm xúc cùng mọi người. Cô bắt đầu tự cắt vào người mình; sau này cô cho biết: "Tôi có nhiều dao và luôn có những thứ như vậy xung quanh. Vì vài lý do, nghi lễ tự cắt vào người và cảm nhận nỗi đau, có khi là cảm nhận sự sống, cảm nhận điều gì đó như sự giải thoát, là một cách chữa trị đối với tôi." Cô còn phải vật lộn với chứng mất ngủ và rối loạn ăn uống, đồng thời sử dụng ma túy; khi 20 tuổi, cô sử dụng "mọi loại ma túy có thể", đặc biệt là bạch phiến. Jolie trải qua nhiều giai đoạn trầm cảm và hai lần có ý định tự tử—vào năm 19 và 22 tuổi, khi cô dự định thuê một tay sát thủ để giết chính mình. Ở tuổi 24, cô tiếp tục gặp phải một đợt khủng hoảng tinh thần và đưa vào bệnh viện tâm thần của UCLA Medical Center trong 72 giờ đồng hồ. 2 năm sau, Jolie tìm lại sự ổn định trong cuộc sống khi nhận nuôi đứa con đầu lòng, khẳng định rằng "Tôi biết một khi đã chịu trách nhiệm với Maddox, tôi không thể nào tự hủy hoại đời mình được nữa."
Jolie bị cha ghẻ lạnh trong nhiều năm, khi Voight rời bỏ gia đình lúc cô chưa đầy một tuổi. Cô chia sẻ rằng thời gian cả hai bên nhau từ đó khá ít ỏi và thường phải xuất hiện trước giới truyền thông. Họ cố gắng hòa giải và cùng xuất hiện trong Lara Croft: Tomb Raider (2001), nhưng mối quan hệ giữa họ lại lần nữa đổ vỡ. Vào tháng 7 năm 2002, Jolie đệ đơn yêu cầu đổi tên hợp pháp của mình thành "Angelina Jolie", bỏ họ Voight trong tên và chính thức mang tên mới từ ngày 12 tháng 9 năm 2002. Tháng 8 cùng năm, Voight tuyên bố rằng con gái ông "có vấn đề nghiêm trọng về thần kinh" trong chương trình Access Hollywood. Vào lúc đó, cả mẹ và anh trai của cô đều cắt đứt liên lạc cùng Voight. Sau 6 năm bất hòa, cả hai làm lành khi Jolie bị thức tỉnh sau cái chết của mẹ do căn bệnh ung thư buồng trứng vào ngày 27 tháng 1 năm 2007, trước khi công bố về cuộc đoàn tụ giữa họ vào 3 năm sau đó.

## Sự nghiệp

### 1991–1997: Khởi nghiệp
Jolie bắt đầu sự nghiệp diễn xuất năm 16 tuổi, dù sau đó gặp khó khăn trong các cuộc tuyển vai, thường bị cho rằng phong thái của cô "quá ảm đạm." Cô xuất hiện trong 5 bộ phim tốt nghiệp do anh trai mình thực hiện khi theo học tại trường USC School of Cinema-Television, cùng với một số video âm nhạc như "Stand by My Woman" của Lenny Kravitz (1991), "Alta Marea" của Antonello Venditti (1991), "It's About Time" của The Lemonheads (1993) và "Rock & Roll Dreams Come Through" của Meat Loaf (1993). Cô bắt đầu học hỏi từ bố, vì cô chú ý rằng bố cô cũng học hỏi bằng cách quan sát những người khác và làm theo họ. Quan hệ của họ lúc này không mấy căng thẳng, Jolie nhận ra rằng họ đều là những "người thích làm lớn chuyện".
Mặc dù Jolie đã xuất hiện năm trong số các bộ phim học đường do anh trai cô làm khi ông theo học tại Trường Nghệ thuật Điện ảnh USC (trực thuộc Đại học Nam California), sự nghiệp điện ảnh chuyên nghiệp của cô chỉ bắt đầu từ năm 1993. Năm đó, Jolie vào vai nữ chính Casella "Cash" Reese, trong một phim giả tưởng kinh phí thấp là Cyborg 2; Reese là một người máy gần giống con người, được thiết kế để đột nhập vào một trụ sở của đối thủ cạnh tranh và rồi tự hủy. Jolie đã thất vọng về bộ phim này tới mức cô không tham gia thử diễn lại trong cả một năm. Sau một vai diễn phụ trong phim Without Evidence, Jolie tham gia bộ phim Hollywood đầu tiên của cô, vai diễn Kate "Acid Burn" Libby trong phim Hackers (1995). Tờ The New York Times viết: "Kate (Angelina Jolie) nổi bật hơn cả. Cái quác mắt giận dữ của cô còn chua chát hơn cả [bạn đồng diễn] và thật hiếm có một nữ tin tặc nào lại có thể ngồi chăm chú bên bàn phím trong một chiếc áo bó sát như vậy." Bộ phim thất bại trong việc lập nên doanh thu phòng chiếu nhưng nhận được sự yêu mến đông đảo từ công chúng sau đợt phát hành video.
Cô tham gia vào vai Gina Malacici trong vở hài kịch Love Is All There Is (1996), một phỏng tác hiện đại của Romeo and Juliet lấy bối cảnh hai chủ nhà hàng gia đình người Ý cạnh tranh nhau ở Bronx, New York. Sau đó, Jolie tiếp tục góp mặt vào Mojave Moon (1996) trong vai một phụ nữ trẻ, Eleanor Rigby, đem lòng yêu nhân vật tuổi trung niên (do Danny Aiello thủ vai) trong khi ông lại có tình cảm với mẹ cô (do Anne Archer thủ vai). Năm 1996, Jolie tham gia phim Foxfire với vai viễn Margret "Legs" Sadovsky, một trong năm cô gái thiếu niên đã có một mối quan hệ không ai nghĩ đến sau khi họ đánh lui một giáo viên có hành vi quấy rối tình dục họ. Báo Los Angeles Times viết về phần biểu diễn của cô: "Mặc dù câu chuyện do Maddy dẫn lời, nhưng Legs là đối tượng và là chất xúc tác của bộ phim."
Năm 1997, Jolie đóng cặp với David Duchovny trong câu chuyện trinh thám Playing God, lấy bối cảnh thế giới ngầm của Los Angeles. Giới phê bình đưa ra những đón nhận không mấy tích cực; Roger Ebert nói rằng "Angelina Jolie tìm được sự thoải mái khi vào một vai khô cứng và hung hăng; cô ấy có vẻ quá tốt để làm bạn gái [của một kẻ tội phạm], và chắc là đúng vậy." Jolie sau đó xuất hiện trong phim truyền hình True Women, một phim chính kịch lịch sử pha lãng mạn lấy bối cảnh miền Tây Hoa Kỳ, dựa trên cuốn tiểu thuyết cùng tên của Janice Woods Windle. Cùng năm đó, cô lại góp mặt trong video âm nhạc "Anybody Seen My Baby?" của nhóm nhạc Rolling Stones.

### 1998–2000: Bước ngoặt
Triển vọng nghề nghiệp của Jolie bắt đầu cải thiện sau khi cô nhận một Giải Quả cầu vàng cho vai diễn trong phim truyền hình của đài TNT, George Wallace (1997). Cô vào vai Cornelia Wallace, người vợ thứ hai của Thống đốc bang Alabama George Wallace, thể hiện bởi Gary Sinise. Bộ phim đón nhận rất tích cực và giành Giải Quả cầu vàng cho Sêri phim ngắn hoặc Phim truyền hình hay nhất, cùng với nhiều giải thưởng khác. Jolie còn nhận một đề cử Giải Emmy cho vai diễn này của cô.
Năm 1998, Jolie góp mặt trong Gia của HBO, vào vai siêu người mẫu Gia Carangi. Bộ phim kể về sự tan vỡ trong cuộc đời và sự nghiệp của Carangi, do cô mắc chứng nghiện bạch phiến, sự suy sụp và cái chết của cô do AIDS vào giữa thập niên 1980. Trong giai đoạn này, cô nhận một đề cử giải Emmy vào năm 1998 và hai Giải quả cầu vàng trong hai năm 1999 và 2000. Năm 1999 cũng là năm đầu tiên cô nhận Giải thưởng của Hội Diễn viên Điện ảnh.
Theo đúng phương pháp diễn xuất của Lee Strasberg, Jolie vẫn nhập vai nhân vật trong lúc nghỉ giữa cảnh trong các phim đầu tiên của cô, vì thế cô ít khi giao tiếp trong lúc đóng phim. Khi quay phim Gia, cô chia sẻ mình có thể không gọi điện cho chồng cô khi đó là Jonny Lee Miller: "Tôi sẽ nói với anh ta: 'Tôi cô đơn; Tôi đang hấp hối; Tôi đồng tính; Tôi sẽ không gặp anh trong vài tuần.'" Khi bộ phim Gia đóng máy, Jolie tuyên bố sẽ từ bỏ nghiệp diễn viên vì cảm thấy rằng cô "không còn gì để cho đi nữa". Sau khi li hôn với Miller cô chuyển đến sống tại New York, Jolie theo học các lớp làm phim và viết kịch bản vào ban đêm tại Đại học New York. Được khích lệ hơn khi George Wallace giành giải Quả cầu vàng, cô quay trở lại nghiệp diễn xuất.
Jolie tiếp tục sự nghiệp với vai Gloria McNeary trong bộ phim về găng-xtơ năm 1998, Hell's Kitchen. Cùng năm đó, cô tái xuất trong Playing by Heart và là một trong dàn diễn viên ấn tượng của phim này, cùng với Sean Connery, Gillian Anderson, Ryan Phillippe và Jon Stewart. Bộ phim được đón nhận tích cực và Jolie cũng nhận nhiều lời khen ngợi cùng Giải thưởng Biểu diễn Đột phá của Ủy ban Quốc gia về Phê bình Điện ảnh.
Năm 1999, Jolie tham gia phim hài chính kịch Pushing Tin của đạo diễn Mike Newell cùng với John Cusack, Billy Bob Thornton và Cate Blanchett. Phim nhận nhiều ý kiến trái chiều từ các nhà phê bình và nhân vật của Jolie—cô vợ quyến rũ của Thornton—bị chỉ trích gay gắt. Báo Washington Post cho rằng cô "là sản phẩm của một nhà văn lố bịch viết về một phụ nữ phóng khoáng khóc lóc khi cây dâm bụt của cô ta chết héo, mang trên người hàng tá nhẫn ngọc lam và cảm thấy cô đơn vô hạn khi Russell xa nhà trong vòng nhiều đêm." Jolie sau đó góp mặt trong The Bone Collector (1999), bản chuyển thể thành phim từ tiểu thuyết về tội ác của Jeffery Deaver, cùng bạn diễn Denzel Washington. Jolie vào vai Amelia Donaghy, một sĩ quan cảnh sát bị ám ảnh bởi vụ tự sát của cha mình, vốn cũng là một cảnh sát và cô đã miễn cưỡng giúp Washington lần ra dấu vết của kẻ giết người hàng loạt. Bộ phim thu về 151 triệu đôla Mỹ trên toàn thế giới, nhưng vẫn là một thất bại trong giới phê bình. Báo Detroit Free Press kết luận, "Mặc dù Jolie luôn quyến rũ nhưng lần này, đơn giản là cô đã nhận một vai không thích hợp."
Roger Ebert nói về phần biểu diễn của Jolie trong Girl, Interrupted (1999)
Jolie tham gia một vai phụ, một bệnh nhân rối loạn nhân cách chống xã hội tên Lisa Rowe, trong Girl, Interrupted (1999). Bộ phim kể lại câu chuyện về bệnh nhân tâm thần Susanna Kaysen, chuyển thể từ hồi ký cùng tên của Kaysen. Cô nhận Giải Quả cầu vàng lần thứ ba, Giải thưởng của Hội Diễn viên Điện ảnh thứ hai và Giải Oscar cho nữ diễn viên phụ xuất sắc nhất. Tạp chí Variety viết, "Jolie xuất thần trong vai một cô gái bất cần và vô trách nhiệm, người trở thành phương thuốc màu nhiệm hơn mọi sự cải tạo mà các bác sĩ của Susanna đã làm".
Năm 2000, Jolie xuất hiện lần đầu trong một bộ phim bom tấn mùa hè, Gone In 60 Seconds, là phim có doanh thu cao nhất mà Jolie từng tham gia diễn xuất tính đến thời điểm đó, với 237 triệu đô-la Mỹ thu về trên toàn thế giới. Cô vào vai Sarah "Sway" Wayland, bạn gái cũ của tên trộm xe hiện bởi Nicolas Cage. Washington Post phê bình rằng "tất cả những gì cô ấy làm trong bộ phim này là đứng đó, thật bình tĩnh, tạo hình những bắp thịt đó, nở ra co lại các ống cơ bắp ẩn náu thật khiêu khích quanh hàm răng của cô ấy.""

### 2001–2005: Thành công trên toàn thế giới
Mặc dù được đánh giá cao về khả năng diễn xuất, các bộ phim của Jolie vẫn chưa gây sức hút đến lượng khán giả lớn. Với Lara Croft: Tomb Raider (2001), Jolie trở thành một ngôi sao tầm cỡ quốc tế. Bộ phim chuyển thể từ dòng trò chơi Tomb Raider, trong đó Jolie được yêu cầu học cách nói giọng Anh và trải qua một thời gian đào tạo võ thuật để vào vai Lara Croft. Mặc dù các phần biểu diễn thể lực của Jolie được khen ngợi, bộ phim sau đó nhận hầu hết là các lời phê bình. Slant Magazine bình luận: "Angelina Jolie được sinh ra cho vai Lara Croft nhưng [đạo diễn] Simon West đã biến hành trình phiêu lưu của cô thành trò chơi Frogger." Cho dù như vậy, bộ phim vẫn là một thành công rực rỡ, thu về 275 triệu đô-la trên toàn thế giới, và khởi đầu thời kỳ thành công của Jolie trong thể loại phim hành động.

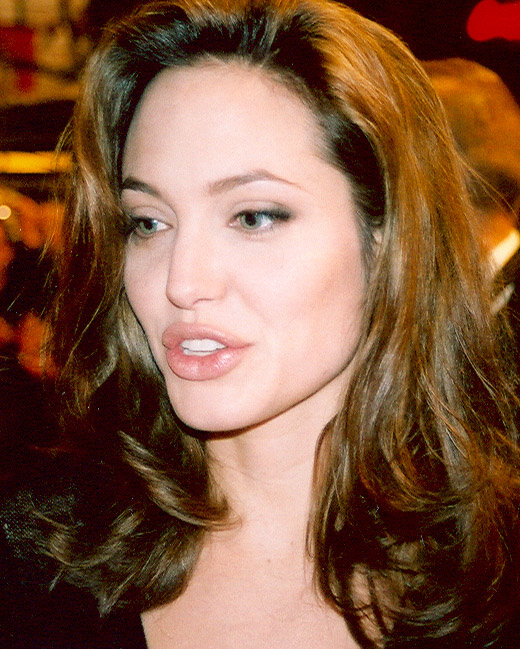
Jolie tại buổi công chiếu Alexander ở Köln năm 2004

Jolie sau đó đóng cặp với Antonio Banderas trong Original Sin (2001), dựa trên tác phẩm Waltz into Darkness của nhà văn Cornell Woolrich. Bộ phim là mở đầu của một loạt tác phẩm thất bại trong giới phê bình và khán giả. The New York Times bình luận: "Câu chuyện lao thẳng đứng và dốc còn hơn cổ áo của cô Jolie." Bộ phim hài hước lãng mạn Life or Something Like It (2002) nhận các nhận xét không khả quan từ giới phê bình và là một thất bại về doanh thu. Allen Barra từ Salon cho rằng vai diễn của cô "chỉ tỏa sáng khi trở nên nổi loạn và dẫn đầu một nhóm công nhân xe buýt hát 'Satisfaction.'" Vào năm 2002, cô trở thành nữ diễn viên trả thù lao cao nhất Hollywood, với số tiền từ 10-15 triệu đô-la Mỹ cho mỗi phim trong vòng 5 năm kế tiếp.
Jolie lần nữa vào vai Lara Croft trong Lara Croft Tomb Raider: The Cradle of Life (2003), với lợi nhuận thấp hơn phần gốc, chỉ 156 triệu đô-la trên các rạp chiếu toàn thế giới. Tiếp đó, Jolie xuất hiện trong video âm nhạc quảng bá cho bộ phim của Korn, "Did My Time". Cùng năm, Jolie tham gia Beyond Borders, một bộ phim nội dung nói về các nhân viên cứu trợ tại châu Phi. Mặc dù phản ánh đúng sự quan tâm của Jolie về các hoạt động cứu viện nhân đạo, bộ phim gặp thất bại về mặt doanh thu và đón nhận nhiều lời chê trách. Tờ Los Angeles Times viết: "Jolie có thể đem niềm tin vào các vai diễn mang thực tế mà cô hiểu thấu. Tuy nhiên, sự phân vân, lấp lửng của một nhân vật ngoại lai, hư cấu được tạo hình một cách tồi tệ trong cái thế giới bị xâm nhập bởi ruồi và máu đã hoàn toàn đánh bại cô."
Năm 2004, Jolie đồng diễn với Ethan Hawke trong bộ phim Taking Lives. Cô vào vai Illeana Scott, một chuyên viên thu thập tiểu sử của FBI được mời đến để giúp cơ quan hành pháp Montreal lần theo dấu vết một tên giết người hàng loạt. Bộ phim nhận nhiều ý kiến trái ngược, với tờ The Hollywood Reporter kết luận: "Jolie tham gia một vai diễn mà có vẻ như cô đã từng đóng từ trước, nhưng lần này có thêm nét quyến rũ và phấn khích không nhầm lẫn được." Jolie còn lồng tiếng cho nhân vật cá Lola trong bộ phim hoạt hình Shark Tale (2004) của hãng DreamWorks và xuất hiện trong Sky Captain and the World of Tomorrow (2004) của Kerry Conran, một phim giả tưởng mà hầu hết các cảnh quay của các diễn viên là trước phông nền xanh. Cũng trong năm 2004, Jolie diễn vai Olympias trong Alexander, một phim tiểu sử về cuộc đời của Alexandros Đại đế đạo diễn bởi Oliver Stone. Nói về việc bộ phim không thu về lợi nhuận trong nước, Stone cho biết: "Kịch bản quá nhập nhằng, gây thắc mắc về việc, Alexandros là đàn ông hay phụ nữ." Ông nói thêm: "Một cuộc đời quá dài, quá lớn, không thể khép nó vào khuôn khổ Hollywood." Tuy nhiên trên toàn cầu, bộ phim lại thu lợi với doanh thu 139 triệu đô-la tại các rạp chiếu bên ngoài nước Mỹ.

### 2005–2011
Jolie và Brad Pitt vào vai một cặp vợ chồng sát thủ bí mật trong phim hài kịch hành động Ông bà Smith (2005) do Doug Liman làm đạo diễn. Bộ phim nhận nhiều đánh giá khác nhau nhưng chủ yếu ca ngợi về cặp đôi sức hút diễn viên chính. Nhật báo Star Tribune của Hoa Kỳ ghi nhận: "Tuy cốt truyện có vẻ lộn xộn, bộ phim thành công ở mức lôi cuốn đông đảo, hành động tốc độ và cặp đôi sức hút màn ảnh nóng như phản ứng nhiệt hạch trong giới ngôi sao." Bộ phim thu về 478 triệu đô-la Mỹ trên toàn thế giới và là bộ phim đạt doanh thu cao thứ 7 trong năm 2005.

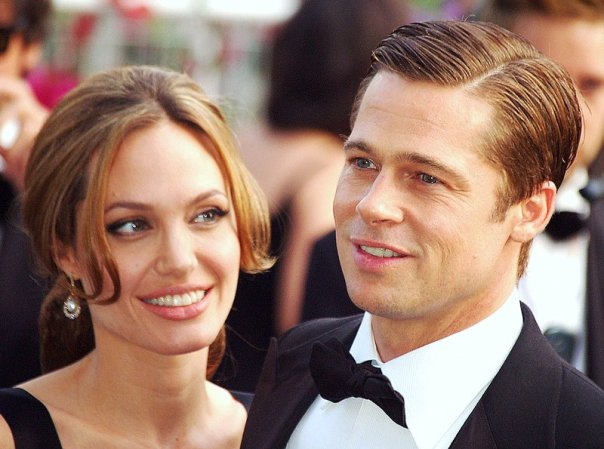
Jolie và Brad Pitt tại Liên hoan phim Cannes năm 2007, nơi diễn ra buổi công chiếu Trái tim quả cảm.

Cô xuất hiện tiếp theo trong phim Hồ sơ một điệp viên (2006) của Robert De Niro, nói về lịch sử những ngày đầu mới thành lập đầy bề bộn, hỗn mang của Cơ quan Tình báo Trung ương Hoa Kỳ (CIA) thông qua lăng kính của một nhân viên mang tên Edward Wilson do Matt Damon thủ vai. Jolie đóng vai Margaret Russell, người vợ bị Wilson lạnh nhạt bỏ rơi. Theo tờ Chicago Tribune: "Các lứa tuổi mà Jolie tham gia thể hiện trong phim hoàn toàn thuyết phục, và vô tình không phải lo lắng về việc nhân vật với tính cách dễ vỡ của cô ấy đọng lại trong sự đồng cảm của khán giả như thế nào." Jolie ra mắt sự nghiệp đạo diễn với bộ phim tài liệu A Place in Time (2007), thể hiện cuộc sống tại 27 địa điểm quanh toàn cầu trong một tuần lễ. Bộ phim trình chiếu tại Liên hoan phim Tribeca và dự định phân phối chủ yếu tại các trường trung học thông qua Hiệp hội Giáo dục Quốc gia Hoa Kỳ. Jolie đóng vai Mariane Pearl trong bộ phim Trái tim quả cảm (2007), làm theo kiểu phim tài liệu của Michael Winterbottom, nói về vụ tìm kiếm bắt cóc và giết người tại Pakistan của phóng viên Daniel Pearl của nhật báo Wall Street Journal. Bộ phim quay ở Pune, Ấn Độ với nội dung dựa trên cuốn hồi ký cùng tên của Mariane Pearl và công chiếu tại Liên hoan phim Cannes. The Hollywood Reporter miêu tả diễn xuất của Jolie "được đo đạc kĩ lưỡng và di chuyển tốt", diễn "với sự lưu tâm và nắm bắt chặt chẽ qua lời thoại khó." Bộ phim đem về cho cô Giải Quả cầu vàng lần thứ tư và đề cử Giải thưởng của Hội Diễn viên Điện ảnh. Jolie cũng đóng vai mẹ của Grendel trong bộ phim sử thi Beowulf (2007) của Robert Zemeckis, ứng dụng kỹ thuật ghi hình chuyển động sang dạng kĩ thuật số. Phim được khen ngợi với doanh thu 196.4 triệu đô-la.

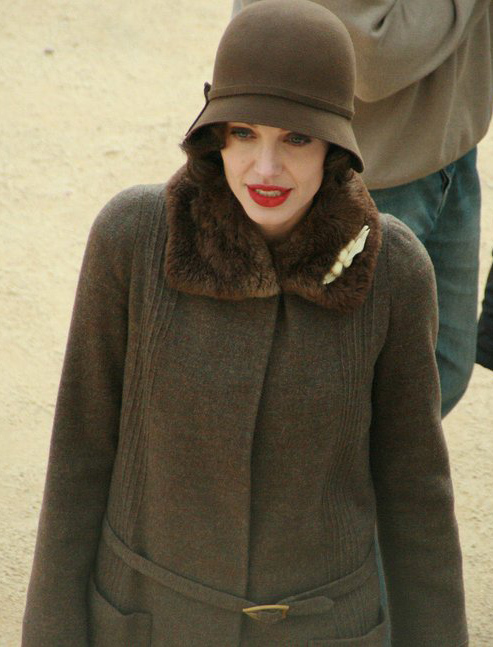
Jolie trong vai Christine Collins trên trường quay bộ phim Changeling năm 2007.

Đến năm 2008, Jolie được xem là nữ diễn viên trả thù lao cao nhất Hollywood, với số tiền từ 15-20 triệu đô-la cho mỗi phim. Jolie đóng vai chính cùng James McAvoy và Morgan Freeman trong bộ phim hành động Wanted (2008), chuyển thể từ tiểu thuyết bằng tranh của Mark Millar. Bộ phim nhận nhiều đánh giá thuận lợi hơn và trở thành một thành công quốc tế, thu về 342 triệu đô la Mỹ trên toàn thế giới. Năm 2008, cô tham gia lồng tiếng cho nhân vật Master Tigress trong phim hoạt hình Kung Fu Panda của hãng DreamWorks, thu về 632 triệu đô-la trên toàn cầu. Cùng năm đó, Jolie đóng vai Christine Collins trong bộ phim Changeling của Clint Eastwood, công chiếu tại Liên hoan phim Cannes. Nội dung phim dựa trên câu chuyện có thật về một người phụ nữ vào năm 1928 tại Los Angeles, khi đoàn tụ với đứa con trai bị bắt cóc của mình để rồi sau cùng nhận ra đó chỉ là một kẻ mạo danh. Tờ Chicago Tribune ghi nhận: "Jolie thực sự tỏa sáng trong diễn xuất bình tĩnh trước cơn bão và trong những cảnh quay [...] khi lần lượt từng kẻ quyền lực áp đảo cô bởi thế lực hùng mạnh của họ." Jolie nhận đề cử Giải Oscar lần thứ hai cùng các đề cử Giải thưởng của Viện Hàn lâm Nghệ thuật Điện ảnh và Truyền hình Anh quốc, Giải Quả cầu vàng và Giải thưởng của Hội Diễn viên Điện ảnh.
Sau khi mẹ mất vào năm 2007, Jolie ít tham gia phim hơn và khẳng định động lực làm diễn viên của mình bắt nguồn từ tham vọng của mẹ. Vai diễn đầu tiên sau 6 năm của cô là trong phim trinh thám Salt (2010), đóng vai chính cùng Liev Schreiber. Jolie thủ vai một nhân viên Cơ quan Tình báo Trung ương Hoa Kỳ (CIA) mang tên Evelyn Salt, người chạy trốn sau khi bị cáo buộc là một nhân viên chìm của KGB. Trong nguyên tác ban đầu vai Salt là nam giới, nhân vật này đã trải qua sự thay đổi giới tính sau khi nhà điều hành Colombia Pictures đề nghị đạo diễn Phillip Noyce giao vai này cho Jolie. Salt thu về 293 triệu đô-la Mỹ trên toàn thế giới và nhận những đánh giá khả quan. Tạp chí Empire bình luận rằng "khi những trò hề điên đảo, thách thức cái chết trở nên thu hút doanh số lạ thường, Jolie tỏ ra có rất ít đối thủ trong lĩnh vực phim hành động." Cuối năm đó, cô đóng vai chính cùng với Johnny Depp trong phim The Tourist của đạo diễn Florian Henckel von Donnersmarck. Mặc dù nhận đánh giá chủ yếu tiêu cực, bộ phim thu về 268 triệu đô-la Mỹ trên toàn thế giới. Jolie giành một đề cử gây tranh cãi cho Giải Quả cầu vàng cho Nữ diễn viên xuất sắc nhất - Phim nhạc kịch hoặc hài kịch.

### 2011–nay: Mở rộng chuyên môn
Năm 2011, Jolie lần nữa vào vai Master Tigress trong phim Kung Fu Panda 2 của đạo diễn Jennifer Yuh Nelson trong những phản hồi tích cực và là một trong những bộ phim điện ảnh đạt doanh thu cao nhất trong năm 2011. Jolie bắt đầu sự nghiệp đạo diễn với In the Land of Blood and Honey (2011), kể về câu chuyện tình giữa một người lính Serbia và một tù nhân chiến tranh Bosnia, lấy bối cảnh Chiến tranh Serbia những năm 1992-95. Jolie đã đến thăm Bosnia-Herzegovina hai lần với vai trò là Đại sứ thiện chí của UNHCR, giải thích rằng cô thực hiện phim này để hướng sự chú ý đến những người sống sót trong cuộc chiến tranh diễn ra trong lịch sử gần đây. Phim nhận phản hồi trái chiều và giành một đề cử Giải Quả cầu vàng cho Phim tiếng nước ngoài xuất sắc nhất. Jolie được vinh danh là công dân danh dự của thành phố Sarajevo nhờ tạo được nhận thức của cộng đồng về chiến tranh.

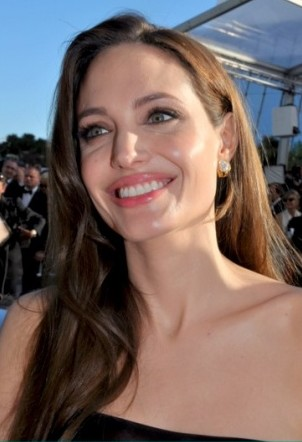
Jolie tại Liên hoan phim Cannes vào tháng 5 năm 2011

Sau ba năm rưỡi vắng bóng, Jolie quay lại màn ảnh trong bộ phim Tiên hắc ám (2014). Cô vào vai Maleficent, nhân vật phản diện trong phim Người đẹp ngủ trong rừng năm 1959 của Disney. Bộ phim kể lại câu chuyện nhưng là từ góc nhìn của Maleficent, hé lộ nhiều hơn về thân phận của các nhân vật. Bộ phim nhận nhiều ý kiến tích cực lẫn phê bình, nhưng vai diễn của Jolie thì rất được khen ngợi. Nhà báo Sheri Linden của The Hollywood Reporter cho rằng cô chính là "trái tim và tâm hồn" của bộ phim. Bộ phim đạt doanh thu 69.4 triệu đô la Mỹ trong cuối tuần đầu tiên công chiếu tại Bắc Mỹ, trở thành bộ phim đoạt doanh thu mở màn lớn nhất trong sự nghiệp Jolie. Phim đạt tổng cộng 757.8 triệu đô-la trên toàn cầu, là phim có doanh thu cao thứ 4 trong năm 2014 và là phim có doanh thu cao nhất trong sự nghiệp của Jolie.
Jolie hoàn thiện bộ phim thứ hai do cô đạo diễn, Unbroken (2014), kể về một vận động viên Olympic người Mỹ trong Chiến tranh thế giới thứ hai Louis Zamperini (1917–2014), người sống sót sau một vụ lao máy bay xuống biển và có 3 năm bị giam cầm tại Nhật Bản. Dựa trên tập tiểu sử cùng tên của tác giả Laura Hillenbrand, phim do anh em nhà Coen viết kịch bản với sự góp mặt của Jack O'Connell trong vai chính. Unbroken từng được phỏng đoán nằm trong danh sách đệ trình cho hạng mục "Phim hay nhất" và "Đạo diễn xuất sắc nhất" nhưng sau cùng lại nhận phản hồi trái chiều và ít công nhận giải thưởng. Dù vậy, phim vẫn được National Board of Review và Viện phim Mỹ xếp vào một trong những bộ phim hay nhất của năm. Về mặt thương mại, Unbroken vượt xa doanh thu dự kiến của ngành công nghiệp trong tuần đầu phát hành và thu về tổng cộng 160 triệu đô-la trên toàn cầu.
Năm 2015, Jolie tiếp tục cho ra mắt By the Sea, tác phẩm đạo diễn thứ ba của cô mang thể loại lãng mạn chính kịch. Do chính Jolie viết kịch bản, phim kể về một cuộc hôn nhân gặp bế tắc lấy cảm hứng từ đời tư của mẹ cô, với lần tái hợp đầu tiên cùng người chồng Brad Pitt trên màn ảnh kể từ Ông bà Smith. Phim gặp phải những đánh giá tiêu cực, với đánh giá của Stephanie Merry từ The Washington Post cho rằng By the Sea "sáo rỗng, rải rác với những tâm tình cứng nhắc". Mặc cho sự xuất hiện của hai diễn viên tên tuổi, phim chỉ được phát hành có giới hạn.
First They Killed My Father, chuyển thể điện ảnh của Jolie từ cuốn tự truyện cùng tên của Loung Ung dự định phát hành trên Netflix vào cuối năm 2016. Ngoài đạo diễn bộ phim, cô cũng đồng sáng tác kịch bản với Ung, một nhà hoạt động xã hội sống sót qua sự cai trị của Khmer Đỏ. Phim đã nhận được đề cử giải Quả cầu vàng và Giải BAFTA cho Phim hay nhất không phải bằng tiếng Anh.
Jolie đã thể hiện lại vai diễn Maleficent trong Maleficent: Mistress of Evil (2019) của Disney, bộ phim nhận được đánh giá trái chiều từ các nhà phê bình nhưng thành công về thương mại, với tổng doanh thu toàn cầu là 490 triệu đô la. Tiếp theo, cô cùng với David Oyelowo đóng vai cha mẹ đau buồn của các nhân vật tiêu đề cho Alice in Wonderland và Peter Pan trong bộ phim giả tưởng "Come Away".
Năm 2021, Jolie sẽ đóng vai chính trong bộ phim kinh dị The Who Wish Me Dead của Taylor Sheridan, dựa trên cuốn tiểu thuyết cùng tên của Michael Koryta. Cô cũng tham gia sản xuất và đóng vai chính trong bộ phim chuyển thể từ tiểu thuyết James Scott năm 2014 The Kept và vào vai Thena trong bộ phim siêu anh hùng Eternals của Vũ trụ Điện ảnh Marvel.

## Hoạt động nhân đạo

### Đại sứ UNHCR
Phát biểu của Jolie về động cơ tham gia Cao ủy Liên Hợp Quốc về người tị nạn vào năm 2001.
Jolie bắt đầu có ý thức cá nhân về các cuộc khủng hoảng nhân đạo trên toàn thế giới trong quá trình quay bộ phim Tomb Raider tại Campuchia. Sau đó cô chuyển chú ý sang Cao ủy Liên Hợp Quốc về người tị nạn (UNHCR) để biết thêm thông tin về những điểm trong tình trạng rối loạn trên thế giới. Nhằm tìm hiểu thêm về tình hình và điều kiện trong các lĩnh vực này, cô bắt đầu đến thăm các trại tị nạn trên thế giới. Trong tháng 2 năm 2001, Jolie khởi hành cuộc viếng thăm nhân đạo đầu tiên, một chuyến đi công tác 18 ngày đến Sierra Leone và Tanzania. Sau này cô đã bày tỏ cú sốc về những gì đã chứng kiến ở đó.
Trong những tháng tiếp theo, cô trở về Campuchia trong hai tuần và sau đó gặp gỡ dân tị nạn Afghanistan tại Pakistan, tại đây cô đã tặng 1 triệu đô la Mỹ cho người tị nạn Afghanistan để đáp lại lời kêu gọi quốc tế khẩn cấp của Cao ủy Liên Hợp Quốc về người tị nạn. Cô khẳng định sẽ chi trả tất cả chi phí liên quan đến chuyến đi của mình và chia sẻ những công việc sơ đẳng và trải cùng điều kiện sống như các nhân viên của Cao ủy Liên Hợp Quốc về người tị nạn trong tất cả các chuyến viếng thăm của cô. Ngày 27 tháng 8 năm 2001, Jolie được chọn làm Đại sứ thiện chí của Cao ủy Liên Hợp Quốc về người tị nạn tại trụ sở của tổ chức này ở Genève.

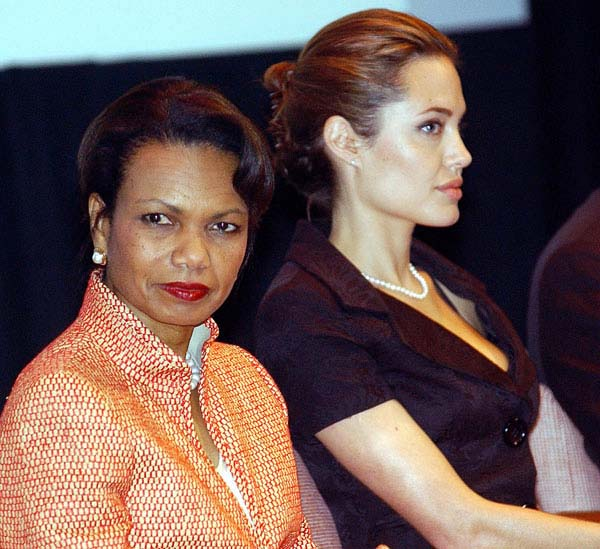
Jolie và Condoleezza Rice tại Cao ủy Liên Hợp Quốc về người tị nạn vào Ngày Tị nạn Thế giới năm 2005.

Trong thập niên tiếp theo, cô thực hiện hơn 40 chuyến công tác, đồng thời gặp gỡ dân tị nạn và những người mất nhà cửa tại hơn 30 quốc gia. Vào năm 2002, khi được hỏi cô kỳ vọng những gì khi đạt được dự định, cô nói: "Nhận thức về hoàn cảnh của những người này, tôi nghĩ rằng họ nên được khen ngợi cho những gì đã trải qua để sống sót, chứ không phải là coi thường họ." Cùng lúc phát hành phim Beyond Borders, cô xuất bản quyển Notes from My Travels (2003), tuyển tập các bài viết về cảm nghĩ hàng ngày ghi dấu những chuyến công tác trong lĩnh vực nhân đạo khởi sự của cô (2001-02).
Jolie dự định đến thăm "những tình trạng khẩn cấp bị lãng quên", những nơi diễn ra sự kiện nóng bỏng mà giới truyền thông không còn nhấn mạnh đến nữa. Cô tham gia nhiều chuyến đi khảo sát các vùng chiến sự, như khu vực Darfur phía Tây Sudan trong cuộc xung đột Darfur; vùng Iraq-Syria trong cuộc Chiến tranh Vùng Vịnh thứ 2, nơi cô có cuộc gặp gỡ riêng tư với lực lượng liên minh và các Thiếu đoàn Hoa Kỳ (US troop); và thủ đô Kabul trong cuộc chiến tranh Afghanistan, nơi có 3 nhân viên cứu trợ thiệt mạng trong lần viếng thăm đầu tiên của cô. Để phục vụ công tác, cô học lái máy bay vào năm vào năm 2004 với mong muốn chuyên chở các nhân viên cứu hộ và cung cấp thực phẩm khắp thế giới; hiện nay cô đã có bằng lái tư nhân, trong khi sở hữu chiếc Cirrus SR22 và Cessna 208 Caravan một động cơ.
Vào ngày 17 tháng 4 năm 2012, sau hơn một thập kỷ đảm nhận vai trò Đại sứ thiện chí của UNHCR, Jolie là người đầu tiên trong tổ chức được bổ nhiệm thành Phái viên đặc biệt của Cao ủy António Guterres. Trong vai trò mới, cô được ủy quyền đại diện cho Guterres và UNHCR ở cấp độ ngoại giao, tập trung phần lớn vào khủng hoảng tị nạn. Vài tháng sau lần thăng chức, cô lần đầu viếng thăm Ecuador với tư cách Phái viên đặc biệt, nơi cô tiếp xúc với thành phần tị nạn người Colombia và cùng Guterres chu du đến Jordan, Li-băng, Thổ Nhĩ Kỳ và Iraq trong vòng 1 tuần, nhằm thẩm định tình trạng người tị nạn từ láng giềng Syria. Kể từ đó, Jolie đã thực hiện nhiều chuyến công tác khắp thế giới để tiếp xúc với thành phần người tị nạn và thay họ đảm nhận tuyên truyền.

### Bảo tồn và phát triển cộng đồng

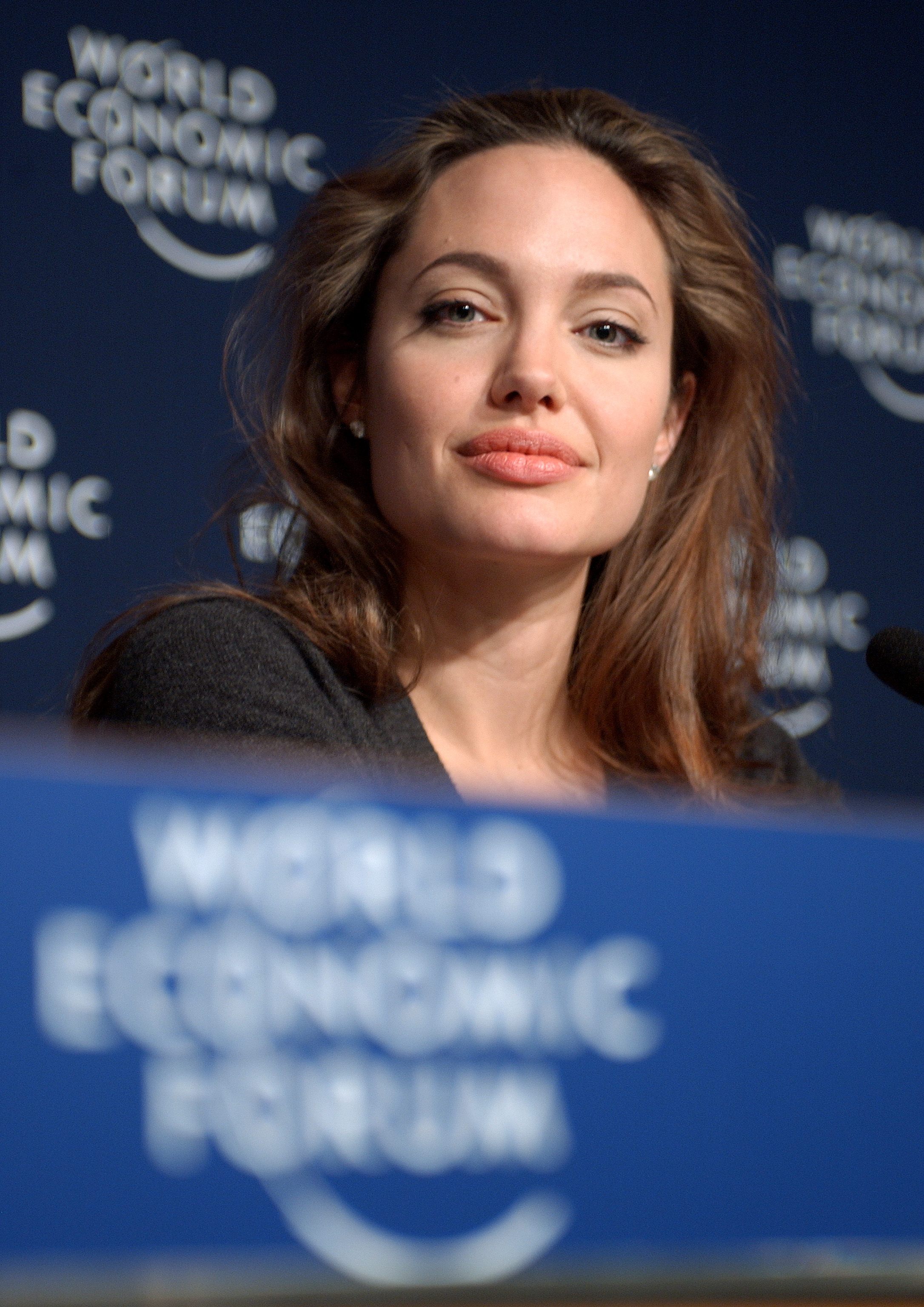
Jolie tại cuộc Diễn đàn kinh tế thế giới thường niên vào tháng 1 năm 2005.

Nhằm nhắc nhở đứa con trai nuôi được sinh ra tại Campuchia của Jolie về di sản của quê hương, cô đã mua lại một căn nhà tại quốc gia này vào năm 2003. Ngôi nhà truyền thống này trải dài 39 héc-ta tại tỉnh Tây bắc Battambang, giáp Công viên quốc gia Samlaut ở Dãy núi Krâvanh, nơi lâm tặc thâm nhập và đe dọa các giống loài quý hiếm. Cô mua lại 60.000 héc-ta công viên và biến khu vực này trở thành nơi bảo tồn hoang dã mang tên con mình, Dự án Maddox Jolie. Ngày 31 tháng 7 năm 2005, quốc vương Campuchia Norodom Sihamoni trao cho Jolie tư cách công dân Campuchia vì những công tác bảo tồn của cô trên cả nước.
Vào tháng 11 năm 2006, dự án được Jolie đổi tên thành Maddox Jolie-Pitt Foundation (MJP) và mở rộng mục tiêu nhằm thiết lập nên Làng Thiên niên kỷ (Millennium Village) đầu tiên của châu Á, thể theo mục tiêu phát triển của Liên hiệp Quốc. Cô lấy cảm hứng từ cuộc gặp gỡ với nhà sáng lập Millennium Promise, nhà kinh tế học Jeffrey Sachs trong sự kiện World Economic Forum tại Davos, nơi cô tham dự với tư cách khách mời diễn giả vào năm 2005 và 2006. Cả hai ghi hình chương trình MTV đặc biệt The Diary of Angelina Jolie & Dr. Jeffrey Sachs in Africa (2005), theo chân họ trong hành trình đến Làng Thiên niên kỷ ở phía Tây Kenya. Đến giữa năm 2007, khoảng 6.000 dân làng và 72 người lao động—một vài trong số họ từng là lâm tặc, nay được tuyển dụng làm cán bộ kiểm lâm—sinh sống và làm việc tại MJP, với 10 ngôi làng phân chia lẫn nhau. Khu phức hợp bao gồm trường học, đường sá và nhà máy sữa đậu nành, tất cả đều do Jolie tài trợ.
Sau khi ghi hình Beyond Borders (2003) tại Namibia, Jolie trở thành người bảo trợ của Quỹ Harnas Wildlife, một trại trẻ mồ côi hoang dã và trung tâm y tế giữa hoang mạc Kalahari. Cô đến thăm trang trại Harnas lần đầu tiên trong giai đoạn sản xuất bộ phim, nơi nhiều loài kền kền được Quỹ giải cứu. Vào tháng 12 năm 2010, Jolie và Brad Pitt mở ra Quỹ Shiloh Jolie-Pitt nhằm giúp đỡ công tác của Khu bảo tồn hoang dã Naankuse tại Kalahari. Nhân danh cô con gái sinh tại Namibia, cả hai tài trợ các dự án bảo tồn động vật lớn cũng như phòng khám y tế miễn phí, nhà ở và một ngôi trường cho cộng đồng người San (Bushmen) tại Naankuse. Jolie và Pitt còn hỗ trợ nhiều mục tiêu khác thông qua Quỹ Jolie-Pitt, thành lập vào tháng 9 năm 2006.

### Nhập cư và giáo dục trẻ em
Jolie góp phần đẩy mạnh pháp luật nhằm cứu trợ trẻ em nhập cư và các trẻ em gặp khó khăn khác tại Hoa Kỳ và các quốc gia đang phát triển, gồm có "Đạo luật bảo vệ trẻ em mồ côi ngoại kiều năm 2005." Cô hoạt động về vấn đề quyền lợi nhân đạo tại thủ phủ Hoa Kỳ từ năm 2003, giải thích rằng "Bản thân tôi không hề muốn đến thăm Washington và đó là cách để xoay chuyển tình thế". Từ tháng 10 năm 2008, cô đồng chủ trì Kids in Need of Defense (KIND), một mạng lưới hãng luật hàng đầu Hoa Kỳ với mong muốn hỗ trợ miễn phí một cách hợp pháp đến trẻ mồ côi nhập cư ở độ tuổi vị thành niên trên khắp Hoa Kỳ. Do Jolie và Microsoft Corporation cộng tác thành lập vào năm 2013, KIND đã trở thành nhà cung cấp luật sư chính cho trẻ em nhập cư. Từ năm 2005 đến 2007, Jolie quyên góp cho Trung tâm Trẻ em tị nạn và nhập cư Mỹ, thuộc Ủy ban Người tị nạn và Nhập cư Mỹ.
Jolie còn ủng hộ cho sự nghiệp giáo dục trẻ em. Kể từ buổi họp mặt thường niên Clinton Global Initiative vào tháng 9 năm 2007, cô là đồng chủ trì cho "Đối tác giáo dục cho trẻ em bị xung đột", cung cấp chính sách và tài trợ cho chương trình giáo dục trẻ em thuộc địa phận bị ảnh hưởng bởi xung đột. Trong năm đầu hoạt động, chương trình ủng hộ các dự án giáo dục cho trẻ em tị nạn Iraq, thanh thiếu niên bị ảnh hưởng bởi cuộc đụng độ Darfur và các bé gái nông thôn Afghanistan, cùng nhiều nhóm đối tượng khác. Chương trình cũng hợp tác chặt chẽ với Trung tâm Giáo dục quốc tế thuộc Hội đồng Quan hệ đối ngoại, do nhà kinh tế học Gene Sperling sáng lập, với mục đích lập ra chính sách giáo dục giới thiệu tới cơ quan Liên hiệp Quốc, cơ quan phát triển G8 và Ngân hàng thế giới. Kể từ tháng 4 năm 2013, tất cả lợi nhuận từ Style of Jolie, bộ sưu tập trang sức cao cấp của Jolie, được quyên góp cho công tác của chương trình.
Jolie tài trợ một ngôi trường và cơ sở nội trú cho các bé gái tại trại tị nạn Kakuma ở Tây Bắc Kenya thành lập vào năm 2005 và 2 ngôi trường tiểu học cho nữ sinh tại khu định cư hồi hương Tangi và Qalai Gudar ở phía Đông Afghanistan, thành lập lần lượt vào tháng 3 năm 2010 và tháng 11 năm 2012. Để phục vụ cho Làng Thiên niên kỷ mà Jolie thành lập tại Campuchia, cô đã xây dựng ít nhất 10 ngôi trường tại quốc gia này vào năm 2005. Vào tháng 2 năm 2006, cô mở cửa Trung tâm Maddox Chivan Children, nơi cung cấp điều kiện y tế và giáo dục cho trẻ em nhiễm HIV tại thủ đô Phnôm Pênh. Tại Sebeta, Ethiopia, nơi cô con gái cả của Jolie chào đời, cô tài trợ cho Trung tâm Zahara Children, dự kiến khánh thành vào năm 2015 nhằm điều trị và giáo dục trẻ em nhiễm HIV và bệnh lao. Cả hai trung tâm đều do Ủy ban Y tế thế giới điều hành.

### Nhân quyền và nữ quyền

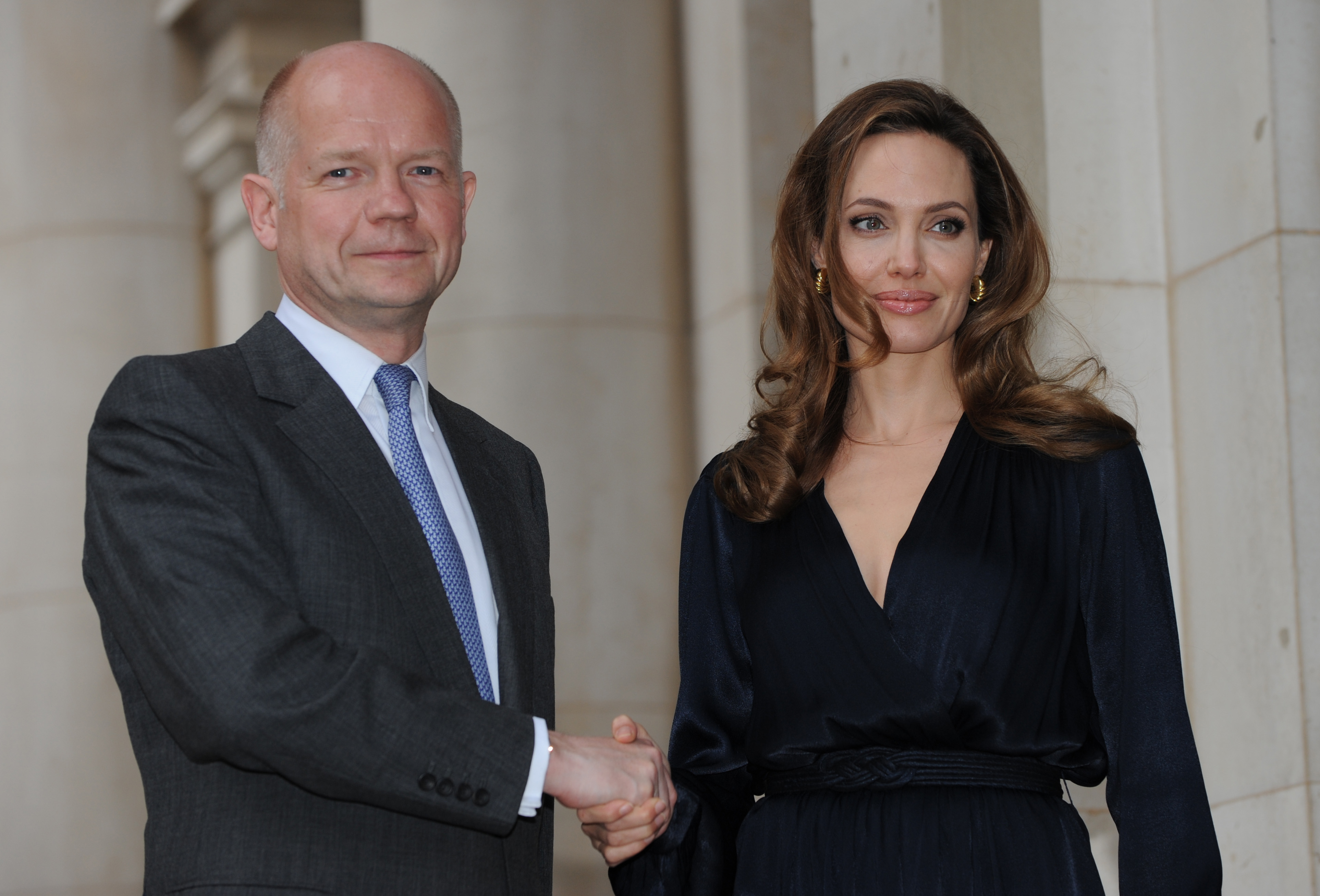
Ngoại trưởng Anh William Hague và Jolie tại buổi hội nghị Ngăn chặn hành vi bạo lực tình dục vào tháng 5 năm 2012

Sau khi tham gia Hội đồng Quan hệ đối ngoại (Council on Foreign Relations - CFR) vào tháng 6 năm 2007, Jolie chủ trì một hội nghị chuyên đề về luật quốc tế và công lý tại tòa trụ sở CFR, đồng thời tài trợ nhiều báo cáo đặc biệt của CFR, bao gồm "Hội nghị Ngăn chặn nạn diệt chủng và tội ác hàng loạt". Vào tháng 2 năm 2011, cô thành lập Jolie Legal Fellowship, một mạng lưới luật sư được tài trợ để bào chữa sự phát triển của nhân quyền tại quốc gia của họ. Hội đồng luật sư của họ, được gọi là Jolie Legal Fellows, tạo điều kiện cho các hoạt động bảo vệ trẻ em tại Haiti sau trận động đất 2010 và quảng bá sự phát triển của tiến trình dân chủ toàn diện tại Libya sau cuộc cách mạng năm 2011.
Jolie dẫn đầu một chiến dịch chống lại bạo lực tình dục trong các vùng xung đột quân sự bởi chính quyền Vương quốc Liên hiệp Anh, giúp vấn đề này ưu tiên xuất hiện trong hội nghị cấp cao G8 vào năm 2013. Vào tháng 5 năm 2012, cô mở đầu buổi hội nghị Ngăn chặn hành vi bạo lực tình dục cùng Ngoại trưởng Anh William Hague, người lấy cảm hứng từ chiến dịch về vấn đề này trong bộ phim chính kịch chiến tranh Bosnia của cô, In the Land of Blood and Honey (2011). PSVI được thành lập nhằm bổ sung cho công tác của chính quyền Vương quốc Liên hiệp Anh bằng việc nâng cao nhận thức và quảng bá hợp tác quốc tế. Jolie phát biểu về vấn đề này tại hội nghị Hội nghị Bộ trưởng ngoại G8, nơi các quốc gia tham dự đã thông qua một tuyên bố mang tính lịch sử trước Hội đồng Bảo an Liên Hợp Quốc, nơi đáp lại bằng việc thực hiện giải pháp rộng rãi nhất về vấn đề này cho đến nay. Vào tháng 6 năm 2014, cô đồng chủ trì Hội nghị thượng đỉnh toàn cầu để chấm dứt bạo lực tình dục xung đột, cuộc họp mặt lớn nhất về vấn đề này, với sự có mặt của 123 quốc gia trong vòng 4 ngày. Chương trình kết thúc bằng một giao thức xác nhận giữa 151 quốc gia.
Vào tháng 2 năm 2015, Jolie và Hague thành lập Trung tâm học thuật về Phụ nữ, Hòa bình và An ninh của Vương quốc Liên hiệp Anh, dựa trên Trường Kinh tế và Khoa học Chính trị Luân Đôn. Trung tâm mang mục đích đóng góp đến các vấn đề quyền lợi của phụ nữ trên toàn cầu, bao gồm truy tố cưỡng dâm chiến tranh và sự ràng buộc giữa phụ nữ và chính trị, thông qua các nghiên cứu hàn lâm, một chương trình giảng dạy nghiên cứu sinh, sự tham gia của công chúng và hợp tác với nhiều tổ chức quốc tế.

### Công nhận và vinh danh
Jolie được công nhận rộng rãi bởi công tác nhân đạo của cô. Vào tháng 8 năm 2002, cô nhận Giải thưởng Nhân đạo đầu tiên của Chương trình Tị nạn và nhập cư thuộc Church World Service và là cá nhân đầu tiên nhận giải Công dân thế giới của Hiệp hội phóng viên của Liên Hợp Quốc vào tháng 10 năm 2003. Cô được trao tặng Giải thưởng nhân đạo Toàn cầu bởi UNA-USA vào tháng 10 năm 2005 và tiếp tục nhận Giải thưởng Tự do của Ủy ban Cứu trợ quốc tế vào tháng 11 năm 2007. Vào tháng 10 năm 2011, Cao ủy Liên hiệp quốc về người tị nạn António Guterres vinh danh Jolie như là cộng sự có đóng góp lâu dài nhất trong một thập kỷ, dưới vai trò của Đại sứ thiện chí UNHCR.
Vào tháng 11 năm 2013, Jolie nhận giải Nhân đạo Jean Hersholt, một giải thưởng Oscar danh dự từ Hội đồng thống đốc của Viện Hàn lâm Khoa học và Nghệ thuật Điện ảnh Hoa Kỳ. Vào tháng 6 năm 2014, cô được trao tặng Honorary Dame Commander of the Order of St Michael and St George (DCMG) cho các đóng góp đến chính sách đối ngoại của Vương quốc Liên hiệp Anh và chiến dịch chấm dứt bạo lực tình dục trong chiến trận. Nữ hoàng Anh Elizabeth II trao tặng Jolie huân chương danh dự trong buổi lễ riêng tư diễn ra vào tháng 10 cùng năm.

## Đời tư

### Quan hệ
Jolie có một mối tình nghiêm túc cùng bạn trai vào năm 14 tuổi và kéo dài trong 2 năm. Mẹ cô cho phép họ chung sống tại nhà, điều mà Jolie chia sẻ "Tôi có thể trở nên nổi loạn cùng bạn trai mình ngoài phố hoặc anh ta có thể cùng tôi dùng phòng ngủ cạnh phòng mẹ tôi. Bà ấy đã quyết định như thế và nhờ đó mà tôi tiếp tục đến trường mỗi sáng và khám phá mối quan hệ đầu đời theo một cách an toàn nhất có thể." Cô so sánh mối quan hệ này với một cuộc hôn nhân xúc cảm mãnh liệt và nói rằng cuộc chia tay đã buộc cô cống hiến mình cho sự nghiệp diễn xuất vào năm 16 tuổi.

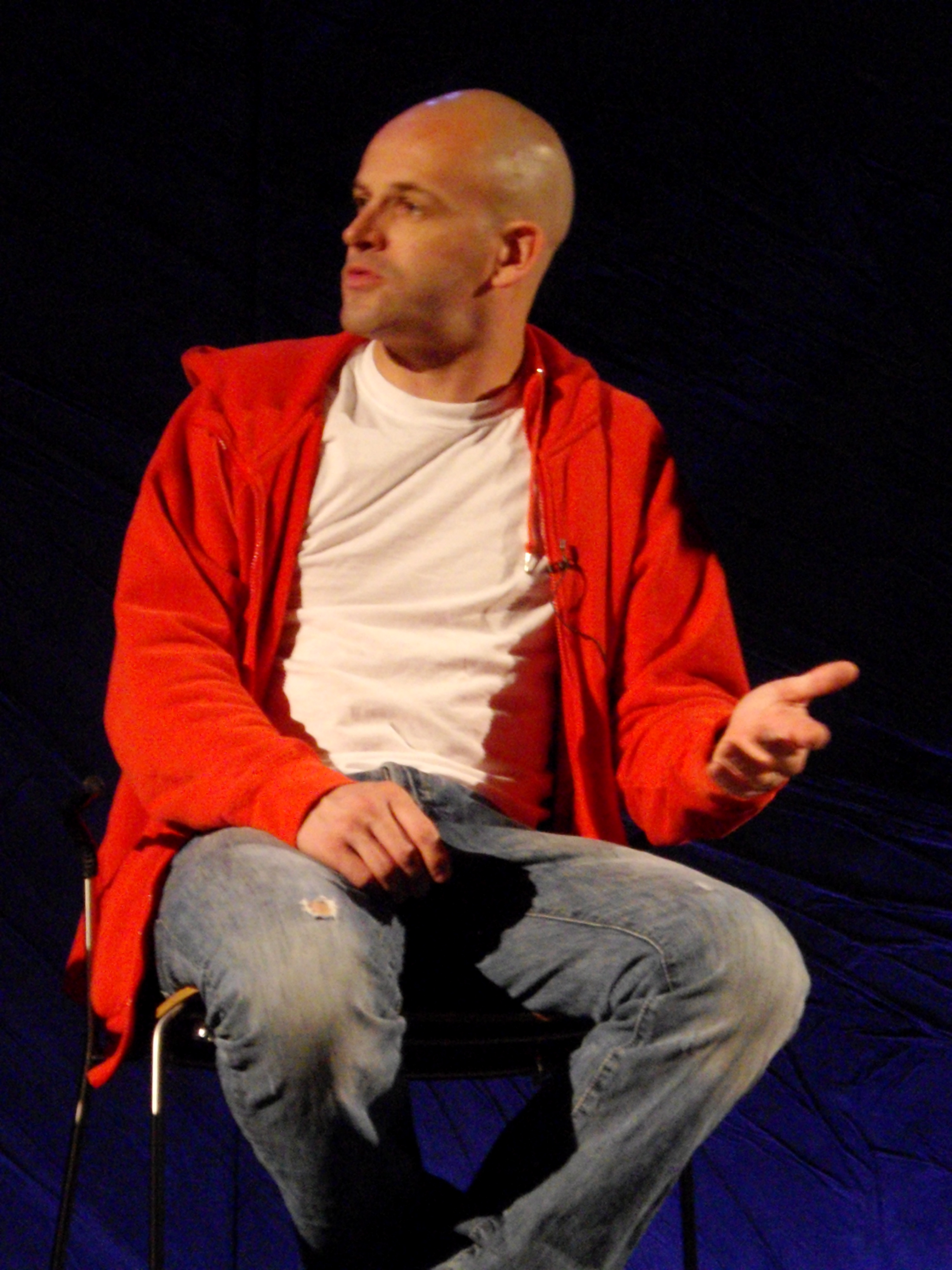
Jonny Lee Miller năm 2008

Vào ngày 28 tháng 3 năm 1996, Jolie kết hôn với diễn viên người Anh Jonny Lee Miller, bạn diễn của cô trong phim Hackers (1995). Trước lễ cưới, cả hai không mấy liên lạc trong nhiều tháng sau khi kết thúc giai đoạn hậu kỳ phim, nhưng sau đó lại đoàn tụ và quyết định tiến đến hôn nhân. Cô xuất hiện ở đám cưới trong chiếc quần da màu đen và áo sơ mi màu trắng mà trước đó cô đã viết lên tên chú rể bằng máu của mình. Vào tháng 9 năm 1997, Jolie và Miller ly thân, sau đó họ ly dị vào ngày 3 tháng 2 năm 1999. Họ vẫn giữ quan hệ tốt và sau đó Jolie giải thích rằng: "Việc ấy đã đến thời điểm kết thúc. Tôi nghĩ anh ấy là người chồng vĩ đại nhất mà một cô gái có thể đòi hỏi. Tôi sẽ luôn luôn yêu anh ấy, chỉ đơn giản là chúng tôi vẫn còn quá trẻ."
Trong quãng thời gian xa cách với Miller trước đám cưới, Jolie đã có một mối quan hệ ngắn ngủi với bạn diễn trong bộ phim Foxfire (1996) là nữ ngôi sao Jenny Shimizu. Sau đó cô cho biết, "Tôi có thể đã kết hôn với Jenny nếu trước đó tôi không kết hôn với chồng của mình. Tôi đã yêu cô ấy từ cái nhìn đầu tiên." Theo Shimizu, mối quan hệ của họ tiếp tục kéo dài thêm nhiều năm, ngay cả khi Jolie đã có quan hệ tình cảm với người khác, trước khi chấm dứt vào năm 2005. Năm 2003, khi được hỏi cô có phải là người song tính luyến ái hay không, Jolie trả lời: "Tất nhiên, nếu tôi bỗng yêu một người phụ nữ vào ngày mai, tôi có cảm thấy muốn hôn và chạm vào cô ấy hay không? Nếu như tôi yêu cô ấy? Tuyệt đối là có!".

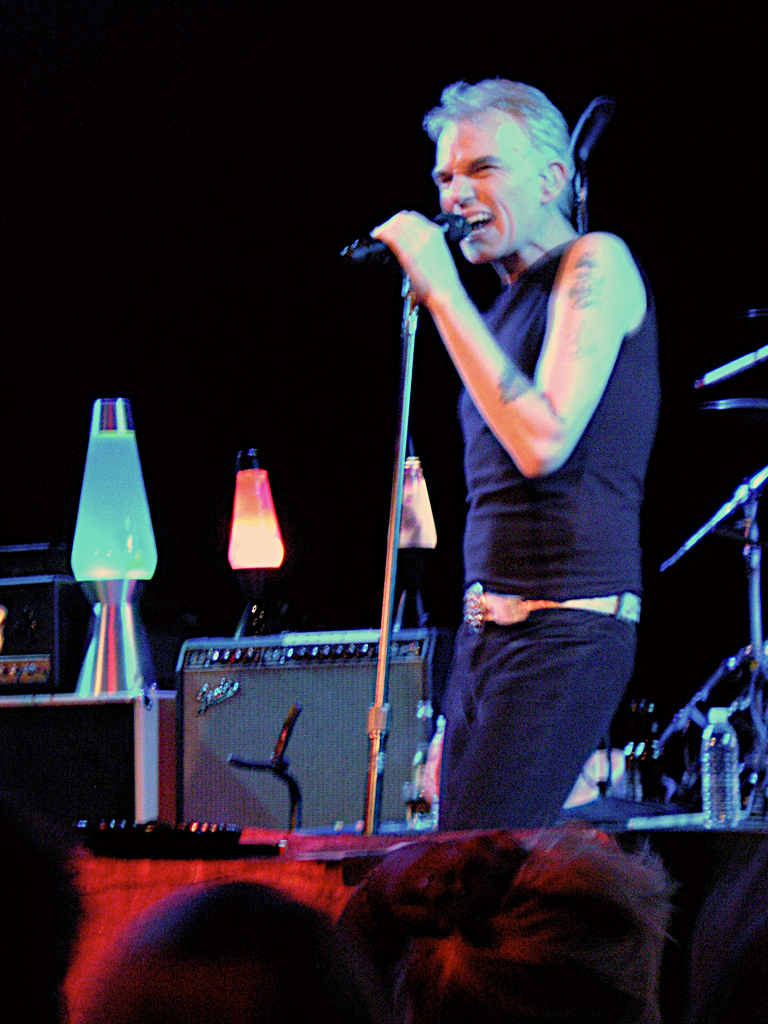
Billy Bob Thornton năm 2007

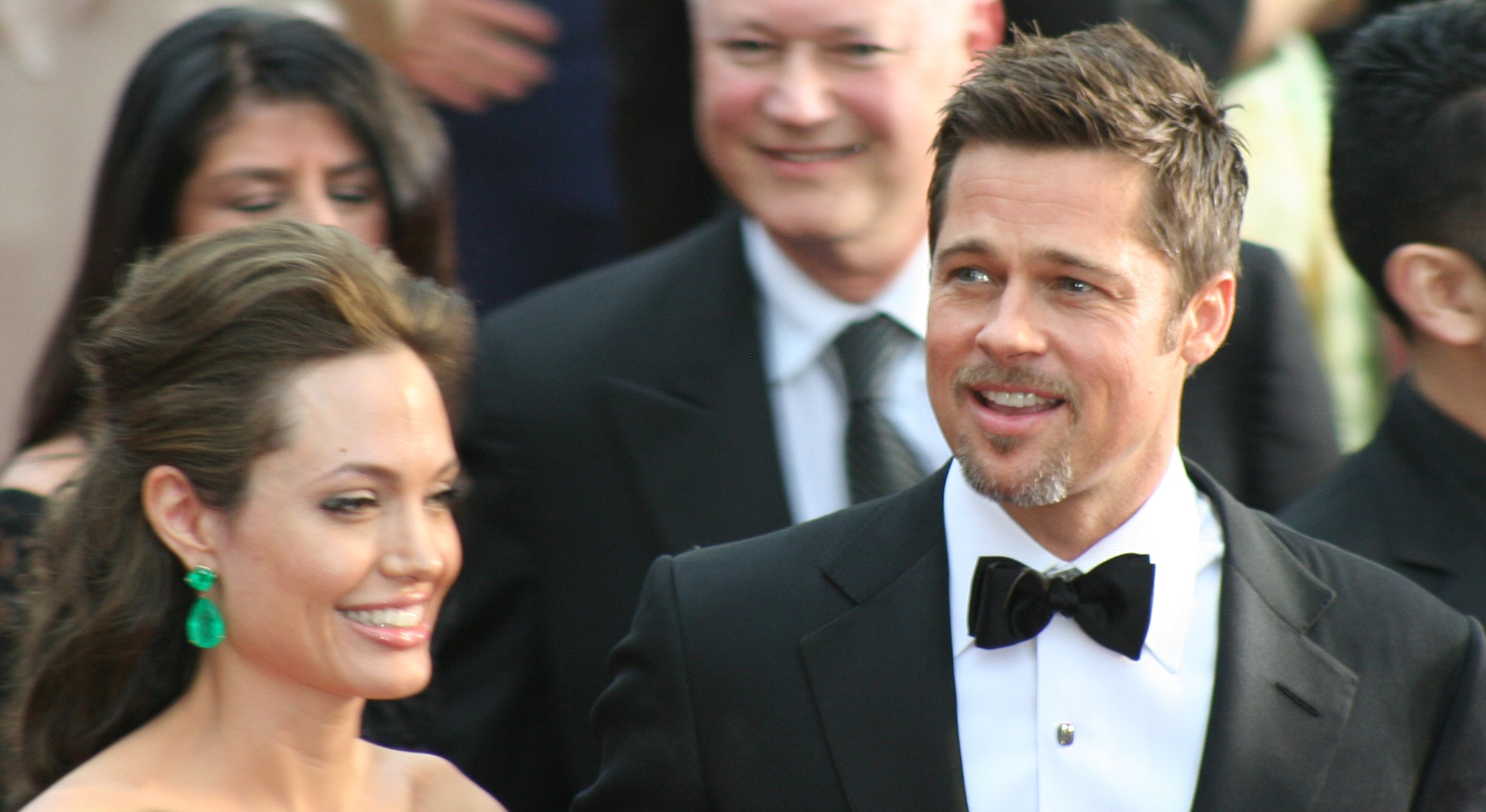
Jolie cùng Brad Pitt tại Giải Oscar lần thứ 81 vào tháng 2 năm 2009.

Sau 2 tháng tìm hiểu, Jolie kết hôn với nam diễn viên Billy Bob Thornton vào ngày 5 tháng 5 năm 2000. Tuy cả hai gặp nhau trong quá trình thực hiện Pushing Tin (1999), họ vẫn chưa tiến đến một cuộc quan hệ chính thức khi Thornton vẫn còn đính hôn với nữ diễn viên Laura Dern, trong khi Jolie được cho là đang hẹn hò với bạn diễn Timothy Hutton trong Playing God (1997). Do những tuyên bố công khai thường xuyên của họ về niềm đam mê và cử chỉ tình yêu—nổi tiếng nhất là việc đeo lọ máu của nhau trên cổ—mối quan hệ của họ đã trở thành chủ đề yêu thích của các phương tiện truyền thông giải trí. Cả hai thông báo nhận nuôi một đứa trẻ từ Campuchia vào tháng 3 năm 2002, trước khi bất ngờ ly thân 3 tháng sau đó. Cuộc ly hôn của họ chính thức chấm dứt từ ngày 27 tháng 5 năm 2003. Khi được hỏi về cuộc hôn nhân kết thúc đột ngột của họ, Jolie cho biết: "Ngay chính tôi cũng bất ngờ bởi vì chỉ sau một đêm chúng tôi đã hoàn toàn thay đổi. Tôi nghĩ đến một ngày nào đó chúng tôi chẳng còn điểm chung nào. Và nó thật đáng sợ nhưng... tôi nghĩ rằng điều này có thể xảy ra khi bạn rơi vào tình cảnh ấy và bạn sẽ không hiểu nổi chính mình nữa."
Đầu năm 2005, Jolie liên quan đến một vụ bê bối Hollywood công khai khi bị cáo buộc là người thứ ba - nguyên nhân ly hôn của cặp đôi Brad Pitt và Jennifer Aniston. Cô và Pitt được cho là đã bắt đầu ngoại tình vào năm 2004 trong khi quay phim Ông bà Smith (2005). Jolie phủ nhận điều này nhiều lần, nhưng sau này thừa nhận rằng họ "yêu nhau" trong quá trình làm việc.. Cô nói trên tạp chí Vogue vào tháng 1/2007 rằng: "không thể chờ để được đến phim trường". Tuy nhiên cô cũng nhấn mạnh rằng, cả hai vẫn là bạn bè cho tới khi Brad Pitt công khai li hôn. Jennifer Aniston, cũng trên tạp chí Vogue sau đó, cho rằng điều này 'không phải là điều hay ho đáng để phát biểu'. Brad Pitt, theo đó cũng lên tiếng phủ nhận rằng, anh và vợ đã li thân, tiến đến quá trình li hôn trong khi phim vẫn chưa quay xong. Cả hai nảy sinh tình cảm nhưng vẫn giữ chừng mực. Brad Pitt cho biết: "Tôi tự hào rằng, giữa chúng tôi không làm chuyện gì đê tiện cả". Trong một cuộc phỏng vấn vào năm 2005, cô giải thích: "Ngay khi chính cha tôi từng lừa dối mẹ tôi thì việc thân mật với một người đàn ông đã lập gia đình vốn không phải là điều mà tôi có thể tha thứ. Tôi không thể nhìn thẳng bản thân mình vào buổi sáng nếu như tôi đã làm điều đó. Tôi không thể nào bị một người đàn ông sẽ lừa dối vợ mình thu hút." Jolie và Pitt không bao giờ công khai nhận xét về bản chất của mối quan hệ của họ cho đến tháng 1 năm 2006, khi Jolie xác nhận mang thai đứa con của Pitt với People. Họ thông báo đính hôn sau 7 năm chung sống vào tháng 4 năm 2012, trước khi kết hôn vào ngày 23 tháng 8 năm 2014 tại điền trang Château de Miraval của họ thuộc Correns, tỉnh Var, Provence, vùng Provence-Alpes-Côte d'Azur, Pháp. Jolie lấy họ của Pitt sau khi cô kết hôn. Cả hai được gọi bằng tên "Brangelina" và là đề tài quan tâm của truyền thông thế giới. Sau 2 năm kết hôn, cả hai ly thân vào tháng 9 năm 2016; trong đơn ly hôn, Jolie đòi quyền nuôi cả sáu người con. Đến ngày 12 tháng 4 năm 2019, Jolie và Pitt chính thức ly hôn.

### Con cái
Ngày 10 tháng 3 năm 2002, Jolie nhận nuôi đứa con đầu tiên, Maddox Chivan bảy tháng tuổi, từ một trại trẻ mồ côi tại Battambang, Campuchia. Cậu bé sinh ngày 5 tháng 8 năm 2001 với tên Rath Vibol tại một trại trẻ mồ côi ở địa phương. Sau hai lần đến Campuchia để quay phim Tomb Raider (2001) và cùng UNHCR trong một chuyến công tác, Jolie trở lại vào tháng 11 năm 2001 với người chồng Billy Bob Thornton, nơi họ gặp Maddox và quyết định nhận đứa trẻ làm con nuôi. Quá trình nhận nuôi bị hoãn lại vào tháng kế tiếp, khi chính quyền Hoa Kỳ cấm việc nhận nuôi từ Campuchia giữa những cáo buộc về buôn bán trẻ em. Dù người hỗ trợ nhận nuôi của Jolie sau đó bị cáo buộc gian lận hộ chiếu và rửa tiền, việc nhận nuôi Maddox vẫn được xem là hợp pháp. Khi tiến trình hoàn thành, cô giành toàn quyền nuôi con tại Namibia, nơi cô ghi hình Beyond Borders (2003). Mặc cho Jolie và Thornton tuyên bố cùng nhận đứa trẻ làm con nuôi, duy chỉ có Jolie là nhận nuôi và một mình nuôi dưỡng cậu bé sau khi ly thân 3 tháng sau đó.

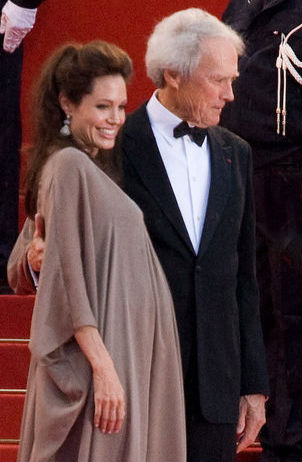
Đạo diễn Clint Eastwood cùng Jolie khi đang mang thai tại buổi công chiếu Changeling, thuộc Liên hoan phim Cannes vào tháng 5 năm 2008

Ngày 6 tháng 7 năm 2005, Jolie nhận nuôi một bé gái 6 tháng tuổi tên là Zahara Marley, từ một trại mồ côi tại Addis Ababa, Ethiopia. Cô bé sinh ngày 8 tháng 1 năm 2005 với tên Yemsrach tại Awasa. Jolie ban đầu nghĩ Zahara là trẻ mồ côi mắc bệnh AIDS, dựa trên lời khai của người bà, nhưng mẹ đẻ của cô bé sau đó tìm đến giới truyền thông, giải thích rằng cô đã bỏ rơi gia đình mình khi Zahara trở bệnh và cho rằng Zahara "vô cùng may mắn" khi Jolie nhận nuôi cô bé. Jolie cùng Brad Pitt đến Ethiopia để nhận quyền chăm sóc Zahara. Cô sau đó cho biết họ cùng nhau quyết định nhận nuôi từ Ethiopia và đến thăm quốc gia này lần đầu tiên vào cùng năm. Sau khi Pitt thông báo ý định nhận nuôi con của cô, cô điền vào một đơn thỉnh cầu đổi họ hợp pháp từ "Jolie" thành "Jolie-Pitt", được California chấp thuận yêu cầu vào ngày 19 tháng 1 năm 2006. Pitt nhận nuôi Maddox và Zahara không lâu sau đó.
Nhằm tránh xa mối quan tâm của giới truyền thông về quan hệ của họ, Jolie và Pitt đến thăm Namibia trong lúc cô đang mang thai đứa con ruột đầu lòng. Vào ngày 27 tháng 5 năm 2006, Jolie hạ sinh con gái Shiloh Nouvel tại Swakopmund. Cặp đôi quyết định bán bức ảnh đầu tiên của Shiloh qua Getty Images với mong muốn quyên góp từ thiện hơn là để những tay săn ảnh chụp lại. Tạp chí People và Hello! lần lượt trả 4.1 triệu và 3.5 triệu đô-la Mỹ cho bức ảnh theo luật Bắc Mỹ và Vương quốc Liên hiệp Anh, mức giá kỷ lục trong giới nhiếp ảnh báo chí ngôi sao lúc bấy giờ, với tất cả lợi nhuận đều được quyên góp cho tổ chức UNICEF.
Ngày 15 tháng 3 năm 2007, Jolie nhận nuôi Pax Thien, một bé trai ba tuổi từ trại mồ côi tại Thành phố Hồ Chí Minh, Việt Nam. Cậu bé sinh ngày 29 tháng 11 năm 2003 với tên Phạm Quang Sáng và bị mẹ ruột bỏ rơi sau khi sinh tại một bệnh viện. Sau khi đến thăm trại mồ côi cùng Pitt vào tháng 11 năm 2006, Jolie nộp đơn thỉnh cầu nhận nuôi với vai trò người mẹ vì quy định của pháp luật Việt Nam không chấp nhận việc nhận con nuôi của các cặp chưa cưới. Sau khi trở về Mỹ, cô đệ đơn yêu cầu đổi tên hợp pháp của đứa trẻ từ "Jolie" thành "Jolie-Pitt", được chấp thuận ngày 31 tháng 5 năm 2007. Pitt nhận Pax là con nuôi tại Hoa Kỳ ngày 21 tháng 2 năm 2008.
Tại Liên hoan phim Cannes năm 2008, Jolie xác nhận rằng cô đang mang thai một cặp song sinh. Cánh nhà báo và nhiếp ảnh gia tìm đến bên ngoài một bệnh viện ở bờ biển Nice, Pháp, nơi cô có hai tuần nghỉ dưỡng. Cô sinh con trai Knox Léon và con gái Vivienne Marcheline vào ngày 12 tháng 7 năm 2008. Bản quyền các bức ảnh đầu tiên của Knox và Vivienne cùng bán cho People và Hello!, với số tiền lên đến 14 triệu đô-la Mỹ—trở thành các bức ảnh người nổi tiếng đắt đỏ nhất từng được chụp. Tất cả số tiền trên đều góp vào Quỹ Jolie-Pitt.

### Điều trị phòng chống ung thư
Ngày 16 tháng 2 năm 2013, ở tuổi 37, Jolie trải qua một cuộc phẫu thuật cắt bỏ ngực sau khi biết mình có 87% tỉ lệ mắc bệnh ung thư vú do có một gen lỗi BRCA1. Gia đình mẹ của Jolie có tiền sử di truyền gen đột biến BRCA: mẹ của cô, nữ diễn viên Marcheline Bertrand, mắc bệnh ung thư vú và qua đời bởi căn bệnh ung thư buồng trứng, trong khi bà ngoại của cô cũng vì căn bệnh ung thư buồng trứng mà qua đời. Dì của cô, người cũng có gen lỗi BRCA1, đã mất do bệnh ung thư vú 3 tháng sau khi Jolie phẫu thuật. Sau khi cắt bỏ tuyến vú, giúp hạ thấp khả năng phát triển căn bệnh ung thư vú xuống dưới 5%, Jolie tiếp tục thực hiện các buổi phẫu thuật tái tạo và cấy ghép. Hai năm sau, vào tháng 3 năm 2015, cô lại trải qua cuộc phẫu thuật cắt bỏ buồng trứng khi biết mình có 50% nguy cơ phát triển bệnh ung thư buồng trứng, cũng bởi hoạt động của gen bất thường. Cô bắt đầu thời kỳ mãn kinh sớm sau buổi phẫu thuật, mặc cho các liệu pháp thay thế hormone đã được áp dụng.
—Jolie nói về lý do công khai quá trình cắt bỏ ngực của mình
Sau khi hoàn thành mỗi cuộc phẫu thuật, Jolie trình bày về quá trình cắt bỏ ngực và buồng trứng trong các mục thảo luận đăng tải trên trang The New York Times, với hy vọng giúp ích cho những phụ nữ khác. Cô chia sẻ chi tiết các giai đoạn chẩn đoán, phẫu thuật và kinh nghiệm cá nhân, đồng thời mô tả quyết định thực hiện phẫu thuật phòng ngừa là biện pháp chủ động cho lợi ích của các con cô. Jolie viết thêm, "Cá nhân tôi cảm thấy mình không mất đi chút nữ tính nào. Tôi thấy mình mạnh mẽ khi đưa ra một quyết định chắc chắn mà không hề giảm bớt nét nữ tính trong tôi."
Thông báo cắt bỏ ngực của Jolie thu hút sự quan tâm và tranh cãi rộng rãi về xét nghiệm đột biến và di truyền BRCA. Quyết định của cô được nhiều nhân vật công chúng tán dương, trong khi các nhà chiến dịch sức khỏe hoan nghênh việc nâng cao nhận thức của cô về các lựa chọn khả thi đến đối tượng phụ nữ đang gặp nguy cơ. Được nhắc đến như là "Hiệu ứng Angelina" trong câu chuyện trang bìa tạp chí Time, ảnh hưởng của Jolie dẫn đến sự gia tăng "rộng rãi và lâu dài" trong xét nghiệm gen BRCA: số người giới thiệu tại Úc tăng gấp 3 và gấp đôi tại Vương quốc Liên hiệp Anh, một phần Canda và Ấn Độ, cũng như gia tăng đáng kể tại các quốc gia châu Âu và Hoa Kỳ. Các nhà nghiên cứu tại Canada và Vương quốc Liên hiệp Anh cho thấy dù gia tăng lớn, tỉ lệ đột biến di truyền vẫn giữ nguyên, nghĩa là thông điệp của Jolie chủ yếu tiếp nhận bởi phần đông đang gặp nguy cơ. Trong mục thảo luận đầu tiên, Jolie ủng hộ khả năng tiếp cận rộng hơn của việc xét nghiệm gen BRCA và nhận thức được giá thành cao, đã cắt giảm đáng kể sau khi Tòa án Tối cao Hoa Kỳ vô hiệu hóa bằng sáng chế gen của hãng Myriad Genetics vào tháng 6 năm 2013.

## Đón nhận

### Hình tượng công chúng
Là con gái của diễn viên Jon Voight, Jolie đã xuất hiện trước giới truyền thông từ khi còn nhỏ. Từ những năm đầu tiên trong sự nghiệp, cô nổi tiếng là "tiểu thư phóng túng" ("wild child") vào hình tượng trước công chúng thành công vào thập niên 1990 và đầu thập niên 2000. Cô thường xuyên xuất hiện trên các trang thông tin người nổi tiếng với những đam mê về máu và dao, sự từng trải với ma túy và đời sống tình cảm của cô, xoay quanh vấn đề song tính luyến ái và mối quan tâm đến khổ dâm. Vào năm 2000, khi được hỏi về tính thẳng thắn của mình, cô khẳng định "Tôi nói những điều mà những người khác có thể đã trải qua. Đó là những gì mà một người nghệ sĩ nên làm—đặt nên vấn đề và trở nên không hoàn hảo và không trả lời bất cứ thứ gì và nhìn nhận mọi người có thấu hiểu nó hay không." Một yếu tố khác góp phần vào hình tượng gây tranh cãi của cô là những lời đồn đại lá cải về việc cô loạn luân, khi Jolie hôn môi anh trai mình lúc nhận giải Oscar và phát biểu "Tôi rất yêu anh trai mình lúc này." Cô bác bỏ tin đồn và cho rằng "Thật thất vọng khi một điều quá đỗi đẹp đẽ và thuần khiết lại có thể bị biến thành một trò hề", giải thích rằng cô và James là chỗ dựa tinh thần của nhau khi cha mẹ mình ly hôn.

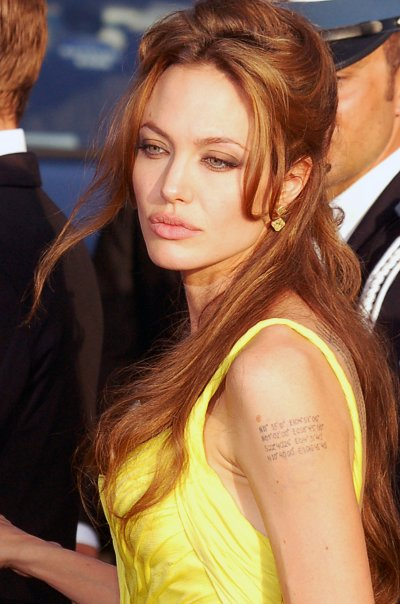
Jolie tại Liên hoan phim Cannes vào tháng 5 năm 2007

Danh tiếng của Jolie bắt đầu thay đổi một cách tích cực sau khi cô trở thành Đại sứ thiện chí của Cao ủy Liên Hợp Quốc về người tị nạn ở tuổi 26, khẳng định "Trong những năm đầu tiên của tuổi 20 tôi đã vật lộn với chính mình. Giờ đây tôi mang sự nổi loạn ấy đến Washington và đấu tranh cho một điều gì đó quan trọng". Nhờ các hoạt động xã hội rộng khắp, số điểm Q Score—số liệu đo lường độ yêu mến của người nổi tiếng trong ngành công nghiệp—của cô gần gấp đôi lên 25 giữa năm 2000 và 2006. Cô dần trở thành một trong những nhân vật nổi tiếng nhất; năm 2006, có 81% người được phỏng vấn tại Hoa Kỳ nói rằng họ biết đến Jolie, so với con số 31% vào năm 2000. Cô cũng được biết đến bởi khả năng ảnh hưởng một cách tích cực từ hình tượng công chúng thông qua phương tiện truyền thông, mà không cần sử dụng một nhà báo hay người đại diện nào. Số điểm Q Score của cô giữ trên mức trung bình, ngay cả vào năm 2005, khi cô bị cáo buộc chấm dứt cuộc hôn nhân của Brad Pitt và Jennifer Aniston, cùng lúc hình tượng công chúng của cô trở thành sự kết hợp khó hiểu giữa người bị cáo buộc phá hoại hôn nhân, làm mẹ, biểu tượng gợi cảm và người hoạt động nhân đạo.
Tầm ảnh hưởng chung và sự giàu có của Jolie thường được ghi nhận rộng rãi. Trong một cuộc khảo sát ngành công nghiệp điện ảnh do ACNielsen tổ chức tại 42 thị trường quốc tế vào năm 2006, Jolie cùng với Brad Pitt được đánh giá là những người nổi tiếng yêu thích trong vai trò người đảm bảo thương hiệu và sản phẩm trên toàn thế giới. Cô là gương mặt của nhãn hiệu thời trang St. John và Shiseido từ năm 2006 đến 2008, cùng một hợp đồng chứng thực trị giá 10 triệu đô-la Mỹ cùng hãng Louis Vuitton vào năm 2011—mức tiền kỷ lục cho một chiến dịch quảng cáo đơn lẻ. Jolie nằm trong Time 100, danh sách những người có tầm ảnh hưởng lớn nhất thế giới do Time công bố, vào năm 2006 và 2008. Forbes vinh danh cô là người nổi tiếng quyền lực nhất thế giới trên ấn bản Celebrity 100 vào năm 2009 và là nữ diễn viên quyền lực nhất từ năm 2006 đến năm 2008 và từ năm 2011 đến năm 2013. Forbes còn công bố cô là nữ diễn viên trả thù lao diễn xuất cao nhất vào năm 2009, 2011 và 2013, với tổng thu nhập thường niên lần lượt ước tính đạt 27 triệu, 30 triệu và 33 triệu đô-la Mỹ. Một cuộc khảo sát toàn cầu vào năm 2015 do YouGov tổ chức tại 23 quốc gia, đại diện cho gần 2 phần 3 dân số thế giới, cho thấy Jolie là người phụ nữ được ngưỡng mộ nhất thế giới.

### Diện mạo
Hình tượng công chúng của Jolie thường gắn liền với vẻ đẹp và nét hấp dẫn gợi cảm. Nhiều cơ quan truyền thông, bao gồm Vogue, People và Vanity Fair nhìn nhận cô là người phụ nữ đẹp nhất hành tinh, trong khi các trang Esquire, FHM và Empire gọi cô là người phụ nữ gợi cảm nhất; cả hai danh hiệu thường được dựa trên các cuộc bầu chọn công khai, nơi Jolie thường xếp hạng cao. Sự chú ý nổi bật của cô là những chiếc hình xăm, đôi mắt và đặc biệt đôi môi đầy mọng, trong khi The New York Times nhận định cô tạo được nét đặc trưng nổi bật như chiếc cằm của Kirk Douglas hay đôi mắt của Bette Davis. Cô có ước tính 17 hình xăm, trong đó có câu tục ngữ tiếng Latinh "quod me nutrit me destruit" ("thứ nuôi dưỡng tôi phá hủy chính tôi"), câu nói của Tennessee Williams "A prayer for the wild at heart, kept in cages" ("Một lời cầu nguyện cho những người trong tim tự do phóng túng, đang bị giam giữ trong lồng"), lời cầu an của Phật giáo bằng tiếng Phạn, một con hổ rộng 12 inch và các tọa độ nơi con cô sinh ra. Theo thời gian, cô đã che đi hoặc xóa bằng tia laser một số hình xăm, trong đó có tên của người chồng thứ hai "Billy Bob".

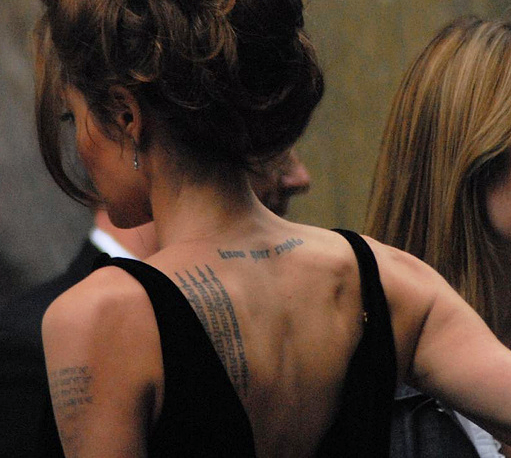
Jolie tại buổi công chiếu Trái tim quả cảm ở New York vào tháng 6 năm 2007; có thể nhìn thấy được một vài hình xăm của cô

Thân thế của một biểu tượng gợi cảm ở Jolie được nhìn nhận ở cả khía cạnh tích cực lẫn tiêu cực. Một vài trong số những bộ phim thành công thương mại nhất của cô, bao gồm Lara Croft: Tomb Raider (2001) và Beowulf (2007), đều dựa trên nét hấp dẫn gợi cảm một cách công khai, với khẳng định của tờ Empire rằng "hình tượng tinh thần", "đôi mắt yểu điệu" và "cặp môi đầy đặn" đã có những đóng góp to lớn đến hình ảnh của cô với khán giả điện ảnh. Ngược lại, tác giả Allen Barra từ Salon đồng tình với các nhà phê bình cho rằng "sự gợi tình đen tối và mãnh liệt" của Jolie đã cản trở cô đóng những vai mà cô có thể được tuyển, cho thấy sự thiếu thuyết phục ở diễn xuất của cô trong nhiều vai diễn phụ nữ truyền thống, trong khi Clint Eastwood, người đạo diễn Changeling (2008) giúp Jolie giành đề cử cho giải Oscar, cho rằng sở hữu "gương mặt xinh đẹp nhất hành tinh" đôi khi không thể giúp cô truyền tải sự kịch tính đáng tin cậy đến khán giả.
Ngoài sự nghiệp diễn xuất, diện mạo của Jolie thường được xem là nguồn ảnh hưởng lớn đến văn hóa đại chúng. Vào năm 2002, nhà sáng lập của AfterEllen Sarah Warn nhận thấy nhiều phụ nữ ở tất cả xu hướng tình dục đều bày tỏ sự lôi cuốn đến Jolie, giúp cô được xem là nét tiến triển mới trong văn hóa Mỹ, cho rằng "có nhiều người phụ nữ xinh đẹp ở Hollywood và chỉ một ít trong số họ tạo sự quan tâm áp đảo qua mọi giới tính và xu hướng tình dục như cô ấy." Những người phụ nữ phương Tây tỏ ra ưa chuộng vẻ ngoài của Jolie khi tham gia phẫu thuật thẩm mỹ; năm 2007, cô được xem là "tiêu chuẩn vàng của vẻ đẹp," với đôi môi dày của cô là vẻ đẹp người nổi tiếng được mô phỏng theo nhiều nhất thập niên 2010. Sau khi một cuộc khảo sát lặp lại vào năm 2011 của Allure cho thấy Jolie là gần như đại diện cho cơ thể lý tưởng của Hoa Kỳ, so sánh với người mẫu Christie Brinkley vào năm 1991, tác giả Elizabeth Angell nhận thấy xã hội "tách ra khỏi hình tượng búp bê Barbie lý tưởng và giữ lấy điều gì đó khá khác biệt." Vào năm 2013, Jeffrey Kluger từ Time đồng tình rằng Jolie là biểu trưng cho phụ nữ lý tưởng trong nhiều năm và nhìn nhận sự chia sẻ bộc trực của cô về việc cắt bỏ ngực đã định nghĩa lại vẻ đẹp.

## Danh sách phim
Jolie đã tham gia diễn xuất trong hơn 30 tác phẩm điện ảnh kể từ năm 1982. Theo trang đánh giá tổng hợp Rotten Tomatoes và trang web thông tin giải trí Screen Rant, những bộ phim thành công về mặt thương mại và được giới phê bình đánh giá cao của cô là Playing by Heart (1998), Gia (1998), Gone in 60 Seconds (2000), Lara Croft: Tomb Raider (2001), Lara Croft: Tomb Raider – The Cradle of Life (2003), Sky Captain and the World of Tomorrow (2004), Alexander (2004), Mr. & Mrs. Smith (2005), Beowulf (2007), A Mighty Heart (2007), Changeling (2008), Kung Fu Panda (2008), Wanted (2008), Salt (2010), The Tourist (2010), Maleficent (2014) và Maleficent: Mistress of Evil (2019). Những tác phẩm truyền hình của Jolie bao gồm các miniseries True Women của CBS và George Wallace của TNT.
Jolie làm đạo diễn cho một số bộ phim, chẳng hạn như In the Land of Blood and Honey (2011), Unbroken (2014), By the Sea (2015) và First They Killed My Father (2017). Các bộ phim do cô sản xuất và đồng sản xuất bao gồm In the Land of Blood and Honey (2011), Unbroken (2014), Maleficent (2014), First They Killed My Father (2017) và Maleficent: Mistress of Evil (2019). Jolie còn viết kịch bản cho In the Land of Blood and Honey (2011), By the Sea (2015) và First They Killed My Father (2017).

## Giải thưởng và đề cử
| Năm  | Giải thưởng       | Hạng mục                                                                       | Phim                           | Kết quả   |
| ---- | ----------------- | ------------------------------------------------------------------------------ | ------------------------------ | --------- |
| 1998 | Giải Emmy         | Nữ diễn viên chính Minisêri phim hoặc phim xuất sắc                            | George Wallace                 | Đề cử     |
| 1998 | Giải Quả cầu vàng | Nữ diễn viên phụ Sêri phim, minisêri phim hoặc phim truyền hình xuất sắc       | George Wallace                 | Đoạt giải |
| 1998 | Giải Emmy         | Nữ diễn viên chính Minisêri phim hoặc phim xuất sắc                            | Gia                            | Đề cử     |
| 1999 | Giải Quả cầu vàng | Nữ diễn viên Minisêri phim hoặc phim truyền hình xuất sắc nhất                 | Gia                            | Đoạt giải |
| 1999 | Giải SAG          | Trình diễn xuất sắc của nữ diễn viên trong minisêri phim hoặc phim truyền hình | Gia                            | Đoạt giải |
| 2000 | Giải Oscar        | Nữ diễn viên phụ xuất sắc nhất                                                 | Girl, Interrupted              | Đoạt giải |
| 2000 | Giải Quả cầu vàng | Nữ diễn viên điện ảnh phụ xuất sắc nhất                                        | Girl, Interrupted              | Đoạt giải |
| 2000 | Giải SAG          | Nữ diễn viên phụ xuất sắc nhất                                                 | Girl, Interrupted              | Đoạt giải |
| 2008 | Giải Quả cầu vàng | Nữ diễn viên phim chính kịch xuất sắc nhất                                     | Trái tim quả cảm               | Đề cử     |
| 2008 | Giải SAG          | Giải SAG cho nữ diễn viên chính xuất sắc nhất                                  | Trái tim quả cảm               | Đề cử     |
| 2009 | Giải Oscar        | Nữ diễn viên chính xuất sắc nhất                                               | Changeling                     | Đề cử     |
| 2009 | Giải BAFTA        | Nữ diễn viên chính xuất sắc nhất                                               | Changeling                     | Đề cử     |
| 2009 | Giải Quả cầu vàng | Nữ diễn viên phim chính kịch xuất sắc nhất                                     | Changeling                     | Đề cử     |
| 2009 | Giải SAG          | Trình diễn xuất sắc của nữ diễn viên chính                                     | Changeling                     | Đề cử     |
| 2011 | Giải Quả cầu vàng | Nữ diễn viên phim ca nhạc hoặc phim hài xuất sắc nhất                          | The Tourist                    | Đề cử     |
| 2012 | Giải Quả cầu vàng | Phim tiếng nước ngoài xuất sắc nhất                                            | In the Land of Blood and Honey | Đề cử     |
| 2018 | Giải BAFTA        | Giải BAFTA cho phim không sử dụng tiếng Anh                                    | First They Killed My Father    | Đề cử     |
| 2018 | Giải Quả cầu Vàng | Phim tiếng nước ngoài xuất sắc nhất                                            | First They Killed My Father    | Đề cử     |